# Rivoluzione neolitica

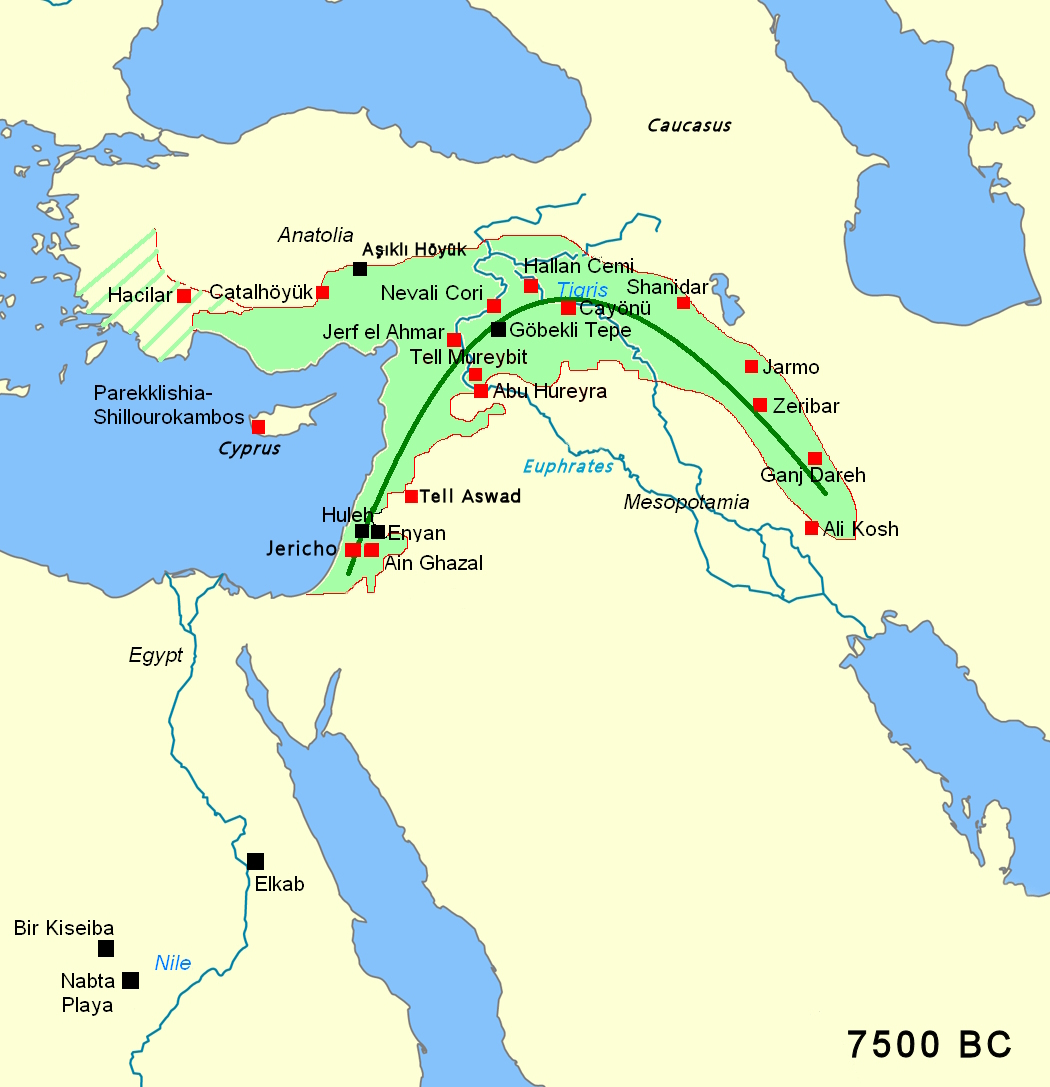
La zona della Mezzaluna Fertile, all'incirca nel 7500 a.C., con i principali siti archeologici del periodo neolitico preceramico. Nell'area della Mesopotamia propriamente detta non vi erano ancora insediamenti umani.

La rivoluzione neolitica o rivoluzione del neolitico, detta anche transizione demografica del neolitico, rivoluzione agricola o prima rivoluzione agricola, fu la transizione su larga scala di molte delle culture umane durante il periodo neolitico da uno stile di vita di caccia e raccolta e nomadismo a uno di agricoltura e sedentarietà, favorendo un incremento della popolazione umana. Fu in queste prime comunità sedentarie che divenne possibile fare osservazioni ed esperimenti con le piante e su come nascessero e crescessero. Questo nuovo tipo di conoscenza portò alla coltivazione delle piante.

## Descrizione
I dati archeologici mostrano che la coltivazione di svariati tipi di piante ebbe inizio in luoghi diversi e separati in tutto il mondo nell'epoca geologica dell'Olocene, all'incirca 12500 anni fa. Fu la prima rivoluzione storicamente verificabile del mondo che riguardasse l'agricoltura. Secondo alcuni la rivoluzione neolitica ampliò enormemente la diversità del cibo disponibile, portando come risultato all'aumento della qualità dell'alimentazione dell'uomo, secondo altri, che si sono basati sugli esami comparati degli scheletri, gli agricoltori a differenza dei cacciatori-raccoglitori, soffrirono di diverse patologie correlate alla peggiore alimentazione, all'intenso lavoro e alla facilità di malattie infettive.
La rivoluzione neolitica comportò molto più dell'adozione di una serie limitata di tecniche di produzione del cibo. Durante i millenni successivi implicò la trasformazione dei piccoli gruppi nomadi di cacciatori-raccoglitori che avevano dominato fino ad allora la preistoria umana in società sedentarie (non nomadi), residenti in villaggi e città stabili. Queste società andarono a modificare radicalmente il proprio ambiente naturale per mezzo della coltivazione, con attività annesse come l'irrigazione o la deforestazione, che portava alla produzione di un surplus di cibo. Ulteriori sviluppi furono l'addomesticazione degli animali, l'inizio della lavorazione della ceramica, la creazione di attrezzi in pietra levigata e la costruzione di case rettangolari.
Questi mutamenti fornirono la base per lo sviluppo di amministrazioni centralizzate, strutture politiche, ideologie gerarchiche, sistemi di trasmissione della conoscenza non personali (cioè la scrittura), insediamenti densamente popolati, sistemi di divisione e specializzazione del lavoro, reti commerciali, e per la nascita dell'arte non trasportabile e dell'architettura e della proprietà personale come ricchezza. Mario Vegetti sottolinea la dinamica economica che è sottesa a questo processo: "La rivoluzione agricola non sarebbe stata possibile senza una decisione sociale, che rafforza la coesione delle comunità neolitiche", quella cioè di non consumare immediatamente il prodotto del raccolto, "ma di conservarne una parte, da destinare alla semina". La prima civiltà nota fu quella sumerica, che si sviluppò nella Mesopotamia meridionale all'incirca 6500 anni fa; la sua comparsa segnò inoltre l'inizio dell'età del bronzo.
Il rapporto tra gli aspetti del neolitico sopra menzionati e la comparsa dell'agricoltura, la sequenza della loro stessa comparsa e la relazione empirica tra di loro nei vari siti archeologici del neolitico, rimangono oggetto di dibattito accademico e variano di luogo in luogo, invece di rappresentare l'esito delle leggi universali dell'evoluzione sociale. È nella zona del Levante che si ritrovano le tracce dei primi sviluppi della rivoluzione del neolitico intorno al 10000 a.C., proseguendo in altri siti della zona più ampia della Mezzaluna Fertile.

## Transizione all'agricoltura

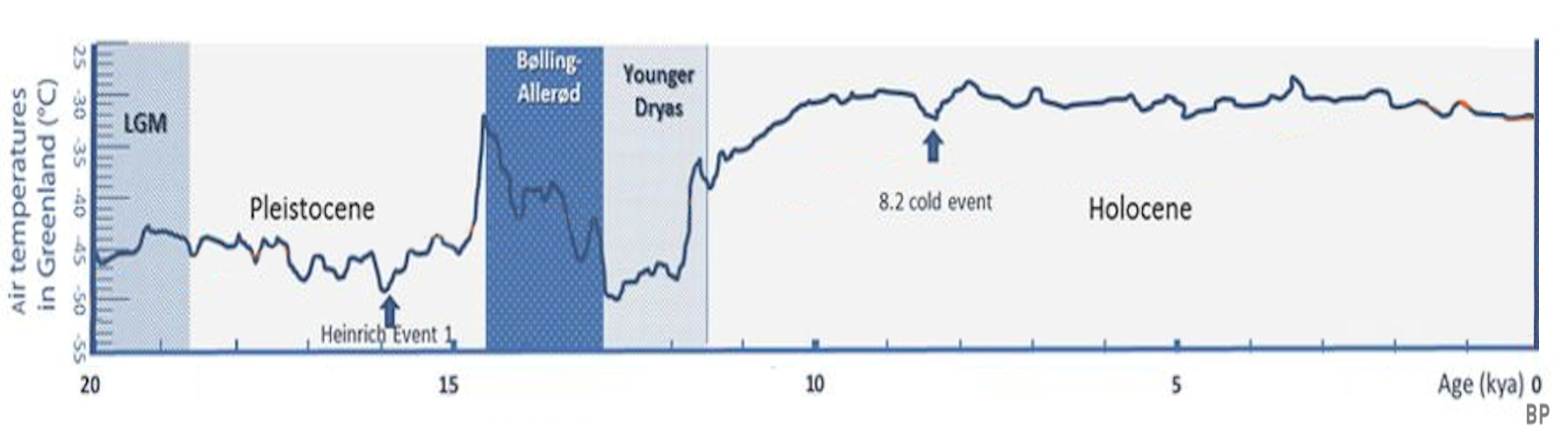
Evoluzione della temperatura nel periodo post-glaciale dopo l'ultimo massimo glaciale (detto LGM) secondo i dati provenienti dai carotaggi della calotta glaciale in Groenlandia. La comparsa dell'agricoltura coincide con il periodo del repentino aumento della temperatura alla fine del picco glaciale del Dryas recente e con l'inizio del lungo periodo caldo dell'olocene.

Mappa del mondo in cui vengono mostrati i presunti centri di origine dell'agricoltura e la sua diffusione nella preistoria: la Mezzaluna fertile (11 000 anni fa), i bacini del Fiume Giallo e del Fiume Azzurro (9 000 anni fa) e l'altopiano della Nuova Guinea (9 000–6 000 anni fa), il Messico centrale (5 000–4 000 anni fa), la zona nord-orientale del continente sudamericano (5 000–4 000 anni fa), l'Africa sub-sahariana (5 000–4 000 anni fa, l'ubicazione precisa è sconosciuta), zona centro-orientale del continente nordamericano (4 000–3 000 anni fa).

Il termine "rivoluzione neolitica", o "rivoluzione del neolitico", è stato creato da Vere Gordon Childe nella sua opera Man Makes Himself del 1936. Childe introdusse questa idea del primo evento di una serie di rivoluzioni agricole nella storia del Medio Oriente. Questo periodo viene descritto come una "rivoluzione" per sottolinearne l'importanza, il grande significato e il grado di cambiamento che influenzò le comunità in cui vennero gradualmente adottate e poi affinate le nuove pratiche agricole.
L'inizio di questo processo è stato datato dal 10000 all'8000 a.C. nella Mezzaluna Fertile e forse all'8000 a.C. nel sito archeologico di Kuk in Papua Nuova Guinea. Questa transizione sembra associata ovunque con passaggio da uno stile di vita generalmente nomade di caccia e raccolta ad uno sedentario, su base agricola, con l'inizio della domesticazione di varie specie di piante ed animali – a seconda di quali specie fossero disponibili localmente e probabilmente sotto l'influenza della cultura locale. Moderne ricerche archeologiche suggeriscono che in alcune regioni, come la penisola del sud-est asiatico, il passaggio da cacciatori-raccoglitori ad agricoltori sedentari non sia stato lineare, ma specifico di ogni singola regione.
In particolare il ritrovamento del complesso di costruzioni in pietra Göbekli Tepe in Turchia, quasi certamente costruito da cacciatori-raccoglitori ha rimesso in discussione l'idea che i cacciatori raccoglitori fossero sempre nomadi.
Esistono diverse teorie (che non escludono necessariamente l'un l'altra anche se si trovano sostanzialmente in competizione) riguardanti i fattori che portarono queste popolazioni a sviluppare l'agricoltura. Le più significative sono:
- La teoria delle oasi, postulata in origine da Raphael Pumpelly nel 1908, e proposta al pubblico da Vere Gordon Childe nel 1928 nella sua opera Man Makes Himself.[19] Questa teoria afferma che con l'inaridimento del clima dovuto allo spostamento verso nord delle depressioni atlantiche, le comunità vennero confinate nelle oasi, dove furono costrette a convivere con gli animali, i quali vennero quindi addomesticati insieme alle piante da seme. Ad ogni modo, questa teoria gode oggi di un limitato sostegno tra gli archeologi, dopo che i dati climatologici moderni hanno dimostrato che la regione divenne più umida, invece che più arida.[20]
- La teoria delle Hilly Flanks o dei fianchi montuosi, proposta da Robert Braidwood nel 1948, sostiene che l'agricoltura abbia avuto inizio sui fianchi dei monti del Tauro e dei monti Zagros, dove il clima non era arido come riteneva Childe e la terra fertile supportava una grande varietà di piante ed animali inclini alla domesticazione.[21]

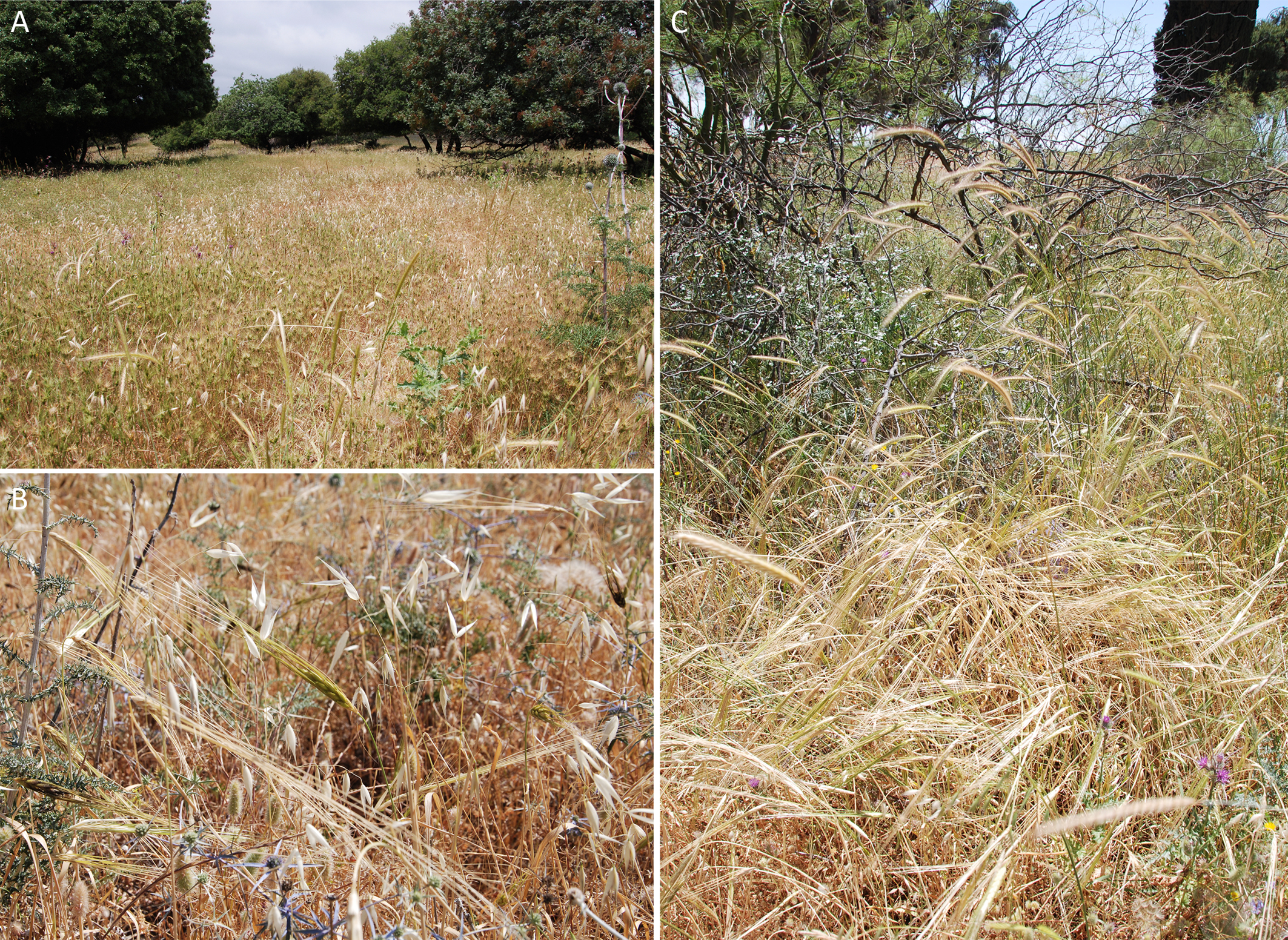
Raggruppamenti di cereali e di altre piante che crescono spontaneamente nella parte settentrionale di Israele.

- Il modello del banchetto (o feasting model) di Brian Hayden[22] sostiene che ciò che portò alla comparsa dell'agricoltura fu l'ostentazione del potere, come l'imbastimento di festività per esercitare il dominio. Ciò richiedeva l'assembramento di grandi quantità di cibo, cosa che portò alla tecnologia agricola.
- Le teorie demografiche proposte da Carl Sauer[23] ed adattate da Lewis Binford[24] e Kent Flannery postulano una popolazione sempre più sedentaria che aumentava di numero fino a raggiungere la capacità di sostentamento dell'ambiente naturale e quindi richiedeva più cibo di quello che poteva essere raccolto.
- La teoria evolutiva/intenzionale, sviluppata da David Rindos[25] ed altri, considera l'agricoltura come un adattamento evolutivo delle piante e degli esseri umani. A partire dalla domesticazione delle piante selvatiche, ha portato alla specializzazione su scala locale e poi alla domesticazione a pieno titolo.
- Peter Richerson, Robert Boyd e Robert Bettinger[26] propugnano l'idea che lo sviluppo dell'agricoltura sia coinciso con clima sempre più stabile all'inizio dell'olocene. Il libro di Ronald Wright, A Short History of Progress[27] ha reso nota al grande pubblico questa ipotesi.
- L'ipotesi dell'impatto cosmico del Dryas recente postula l'impatto di uno o più oggetti siderali, evento il quale viene ritenuto responsabile dell'estinzione della megafauna del periodo quaternario e della fine dell'ultima era glaciale. Questo evento può aver anche prodotto le circostanze che portarono all'evoluzione delle società agricole al fine di sopravvivere.[28] La rivoluzione agricola stessa è perciò un riflesso di un tipico fenomeno di sovrappopolazione di alcune specie in seguito ad eventi iniziali di un periodo di estinzione; questa sovrappopolazione finisce per accrescere la forza dell'evento di estinzione.
- Leonid Grinin afferma che qualsiasi fossero le piante coltivate, la scoperta indipendente dell'agricoltura avvenne sempre in ambienti naturali specifici (ad esempio, il sud-est asiatico). Si suppone che la coltivazione dei cereali abbia avuto inizio da qualche parte nel Medio oriente, sulle colline della Palestina o in Egitto. Sulla base di ciò Grinin arriva a datare l'inizio della rivoluzione agricola in un intervallo tra i 12000 ed i 9000 anni fa, anche se in alcuni casi le prime piante coltivate o le prime ossa di animali addomesticati risalgono perfino a 14-15000 anni fa.[29]
- Andrew Moore ha suggerito che l'evoluzione neolitica abbia avuto inizio in più lunghi periodi di sviluppo nel Levante, probabilmente durante il paleolitico superiore. Nella sua opera "A Reassessment of the Neolithic Revolution", Frank Hole espande ulteriormente il rapporto tra l'addomesticamento degli animali e la domesticazione delle piante. Egli ha indicato che gli eventi della transizione all'agricoltura possono essere avvenuti indipendentemente in periodi differenti di tempi, in luoghi forse ancora oggi sconosciuti. Ha notato che non è mai stato scoperto un sito archeologico che mostri tracce di processi di transizione da uno stile di vita ad un altro. Ha notato inoltre che non si trova traccia di una compresenza di più tipi di animali addomesticati (capre, pecore, bovini e maiali) fino al sesto millennio a.C. nel sito di Tell Ramad. Hole arriva quindi alla conclusione che "è necessario porre attenzione a future ricerche nelle zone occidentali del bacino dell'Eufrate, probabilmente arrivando fino alla penisola arabica, specialmente negli wadi, dove andavano a confluire le acque piovane."[30]

## Raccolta primitiva dei cereali (23000 anni fa)

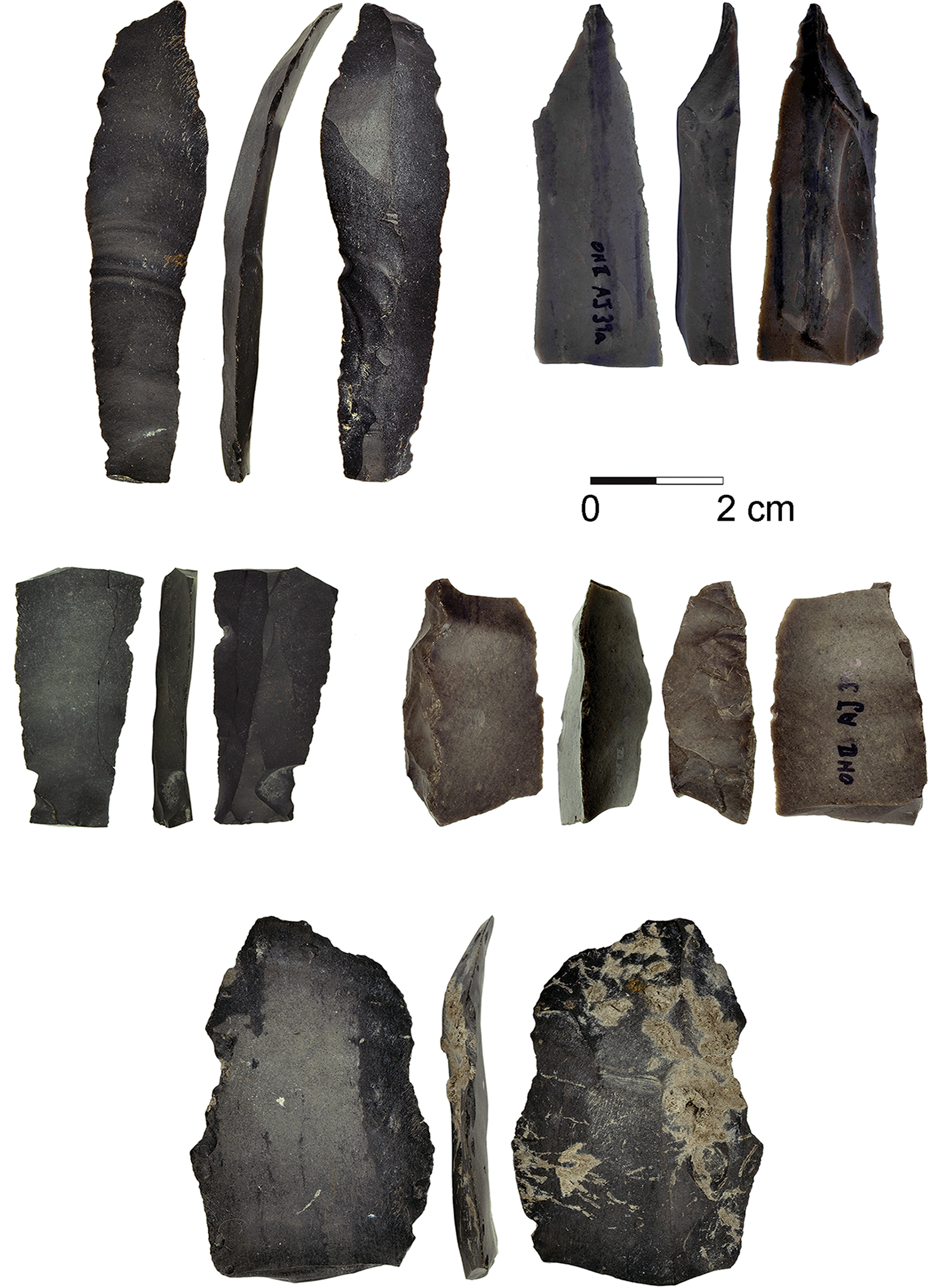
Falci utilizzate per la raccolta dei cereali dal sito di Ohalo, Israele.

L'analisi delle tracce d'uso di cinque lame di selce levigata ritrovate nel sito di Ohalo, un accampamento di pescatori-cacciatori-raccoglitori risalente a 23000 anni fa sulle sponde del Mar di Galilea, nel nord di Israele, ha fornito una delle prove più antiche dell'uso di attrezzi per la raccolta dei cereali. Il sito di Ohalo risale al periodo di passaggio tra il paleolitico superiore ed il mesolitico e viene ritenuto appartenente ad entrambi i periodi.
Le tracce d'uso dimostrano che questi attrezzi venivano utilizzati per raccogliere i cereali che crescevano spontaneamente appena prima che i semi fossero maturi e venissero dispersi nell'ambiente. Gli attrezzi presi in esame non vennero utilizzati in modo intensivo e mostrano due modalità di raccolta: tenendo in mano direttamente i coltelli di selce oppure legati ad un manico. Questi ritrovamenti gettano una nuova luce sulle tecniche di raccolta dei cereali messe in pratica 8000 anni prima della cultura natufiana e 12000 anni prima della nascita delle comunità sedentarie agricole in Medio oriente. Inoltre, questi nuovi ritrovamenti concordano con le prove di una precoce coltivazione dei cereali in questo sito e l'uso di attrezzi di pietra adatti alla macinazione.

## Domesticazione delle piante
Una volta che l'agricoltura ebbe preso slancio, all'incirca 9000 anni fa, l'attività umana consisté nella selezione artificiale delle piante da cereali (cominciando con il farro, il monococco e l'orzo), e non semplicemente di quelle piante che fornivano un maggiore contenuto calorico per mezzo di semi più grandi. Le piante con caratteristiche quali semi piccoli o un sapore amaro venivano considerate sgradite. Le piante che arrivavano rapidamente alla maturità e quindi spargevano i semi non venivano generalmente raccolte, quindi i loro semi non venivano immagazzinati né seminati nella stagione successiva; questa tipologia di raccolto selezionò in maniera spontanea i vegetali che impiegavano più tempo a far maturare i semi commestibili.

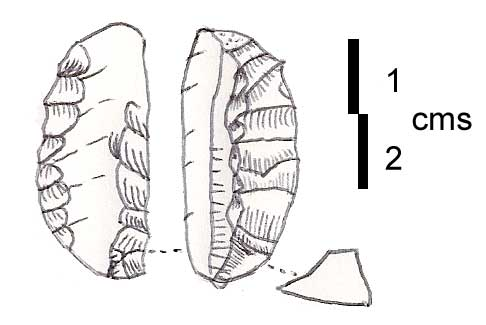
Una lama di falce a forma di "fetta d'arancia". Lame di questo tipo sono state rinvenute in grandi quantità nel sito di Qaraoun II spesso insieme ad altri strumenti tipici del neolitico nella Valle di Beqaa in Libano. Secondo James Mellaart questo tipo di lama sarebbe più antico delle ceramiche neolitiche di Biblo (circa 8 400 anni fa).

Daniel Zohary ha identificato alcune specie vegetali come "colture pioniere" o prime colture domesticate del neolitico. Egli ha sottolineato l'importanza del grano, dell'orzo e della segale, ed ha suggerito che la domesticazione del lino, dei piselli, dei ceci, della vecciola e delle lenticchie sia avvenuta in seguito. Sulla base delle analisi genetiche delle piante coltivate, Zohary è più incline alle teorie che indicano una singola o almeno un piccolo numero di eventi di domesticazione per ogni taxon che si è diffuso dal Levante nella Mezzaluna fertile ed in seguito in Europa. Gordon Hillman e Stuart Davies hanno condotto esperimenti con diverse varietà di grano selvatico per dimostrare che il processo di domesticazione dovrebbe essere avvenuto in periodo relativamente breve, tra i 20 ed i 200 anni. Alcuni dei tentativi iniziali fallirono e le colture vennero abbandonate, talvolta per essere riprese e coltivate successivamente migliaia di anni più tardi: la segale, coltivata nell'Anatolia del neolitico ma in seguito abbandonata, si fece strada in Europa come pianta infestante e venne poi coltivata con successo in questo continente migliaia di anni dopo i primi tentativi di coltivazione. La lenticchia a livello selvatico presentava un problema diverso: la maggior parte dei semi non germogliano nel primo anno dopo la semina; le prime testimonianze di coltivazione delle lenticchie, riuscendo a far germogliare i semi nel primo anno, risalgono al primo neolitico nel sito di Jerf el Ahmar (nell'odierna Siria) e la coltivazione delle lenticchie si diffuse rapidamente verso il sito di Netiv HaGdud nella valle del Giordano. Il processo di domesticazione fece sì che questo tipo di colture si adattassero e aumentassero di dimensioni, in modo da essere più facili da raccogliere, da immagazzinare e più utili agli esseri umani.

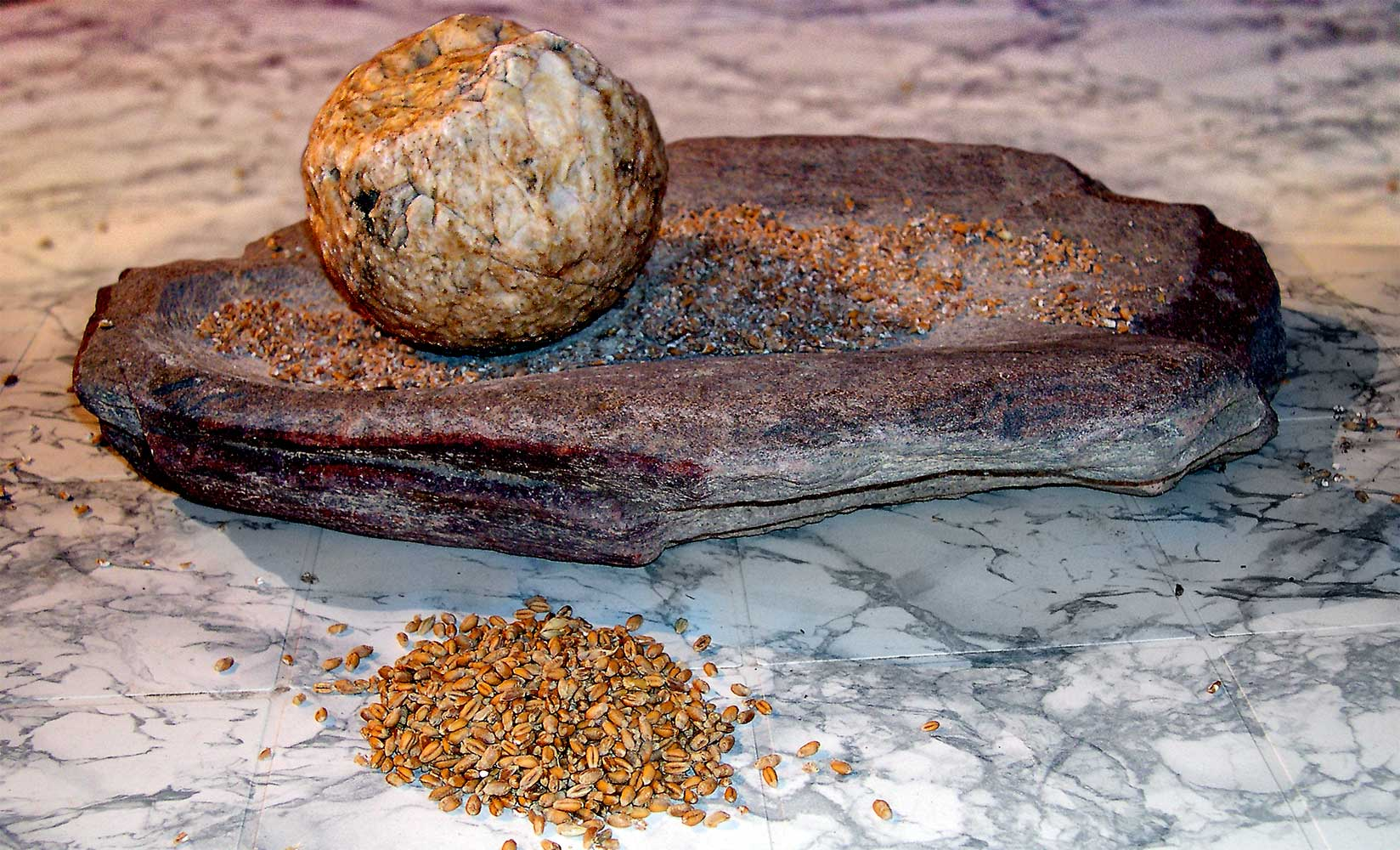
Pietra da macina neolitica per il grano

Nel sito di Gilgal I, risalente al primo neolitico, venivano coltivati selettivamente fichi, orzo e avena. In questo sito nel 2006 gli archeologi hanno rinvenuto depositi di sementi in quantità troppo grandi per essere frutto di una raccolta intensiva, in uno strato databile all'incirca a 11000 anni fa. Alcune delle colture tentate e successivamente abbandonate durante il periodo neolitico nel Medio oriente antico, in siti come Gilgal, furono in seguito coltivate con successo in altre parti del mondo.
Dal momento che i primi agricoltori ebbero perfezionato le loro tecniche agricole come l'irrigazione (di cui si trovano tracce risalenti al VI millennio a.C. in Khūzestān), la resa delle colture aumentò in modo tale da fornire il surplus necessario all'immagazzinamento. La maggior parte dei cacciatori-raccoglitori non era in grado di immagazzinare facilmente il cibo per lungo tempo a causa del loro stile di vita nomade, mentre coloro che avevano adottato uno stile di vita sedentario potevano immagazzinare la produzione in surplus. Infine nacquero i granai che permisero ai villaggi di immagazzinare le sementi ancora più a lungo. Con una maggiore disponibilità di cibo la popolazione crebbe di numero e le comunità svilupparono i lavoratori specializzati ed attrezzi sempre più avanzati.
Questi processi non furono lineari come si riteneva un tempo, ma si trattò di sforzi e tentativi più complicati, che furono intrapresi dalle diverse culture umane in differenti parti del mondo in modi diversi tra di loro.

### Diffusione delle colture: il caso dell'orzo

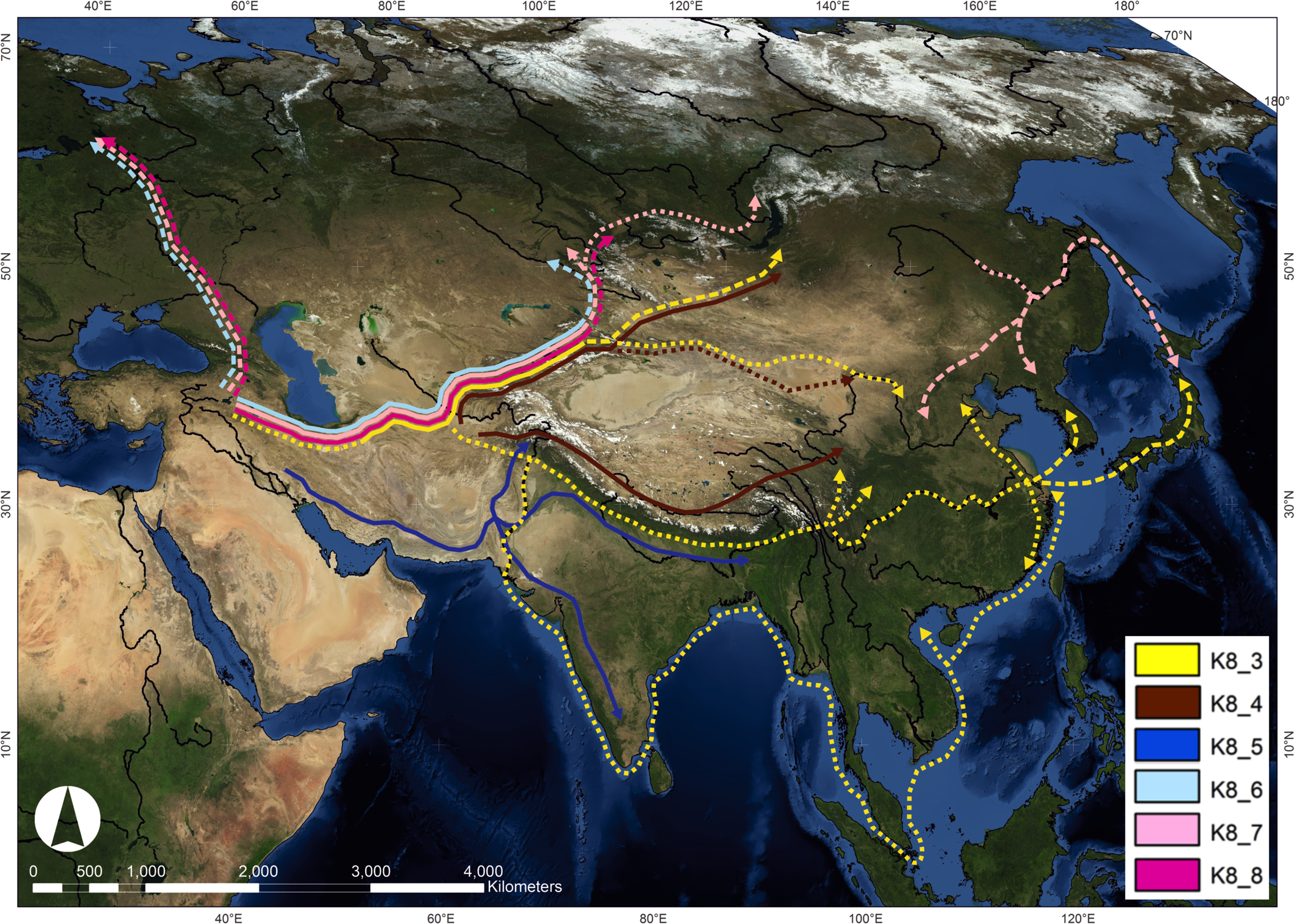
Studio genetico della diffusione dell'orzo da a anni fa

La coltivazione di una delle più importanti colture del mondo, l'orzo, ha avuto inizio in Medio oriente all'incirca 11000 anni fa (9000 a.C.). L'orzo è una coltura altamente resistente, in grado di crescere in vari tipi di ambiente come alle alte altitudini e latitudini. Le testimonianze archeobotaniche dimostrano che l'orzo si era già diffuso attraverso il continente euroasiatico già nel 2000 a.C.. Per chiarire ulteriormente i percorsi lungo cui si è diffusa la coltivazione dell'orzo attraverso l'Eurasia, sono state fatte analisi genetiche in grado di determinare la diversità genetica e la struttura della popolazione nei taxa esistenti di orzo. Queste analisi genetiche mostrano che l'orzo coltivato si è diffuso attraverso l'Eurasia lungo percorsi diversi, che furono molto probabilmente separati sia nel tempo che nello spazio.

## Sviluppo e diffusione

### Medio oriente

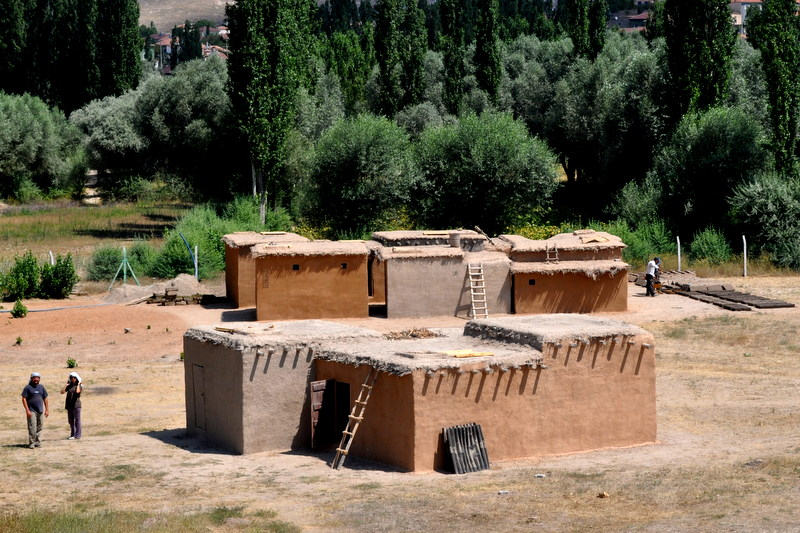
Il periodo neolitico era caratterizzato da insediamenti umani stabili e dalla scoperta dell'agricoltura circa anni fa. Nell'immagine una ricostruzione di un insediamento del periodo neolitico preceramico ad Aşıklı Höyük, nell'odierna Turchia.

L'agricoltura fece la sua comparsa nella zona sud-occidentale dell'Asia quasi 2000 anni più tardi, all'incirca 10000–9000 anni fa. Questa regione fu il fulcro della domesticazione di tre tipi di cereali (il monococco, il farro e l'orzo), di quattro tipi di legumi (la lenticchia, il pisello, la vecciola ed il cece), e del lino. La domesticazione fu un processo lento che si svolse in molteplici regioni e fu preceduto da secoli, se non millenni, di coltivazione non sistematica.
I ritrovamenti di grandi quantità di sementi e di una pietra da macina nel sito paleolitico di Ohalo, risalente a circa 19400 anni fa, hanno evidenziato alcuni dei primi tentativi di coltivazione avanzata di vegetali per il consumo alimentare e implicano che gli esseri umani ad Ohalo lavoravano i chicchi prima del consumo. Tell Aswad rappresenta uno dei siti più antichi con tracce di coltivazione sistematica del farro, risalente a 10.800 anni fa. In breve fece la sua comparsa per la prima volta l'orzo distico decorticato a Gerico nella valle del Giordano e ad Iraq ed-Dubb, nell'odierna Giordania. Altri siti della zona del Levante che hanno mostrato tracce precoci di agricoltura sono Wadi Faynan e Netiv Hagdud. Jacques Cauvin ha rilevato che gli abitanti di Aswad non cominciarono a coltivare sul posto, ma "arrivarono, forse dal vicino Anti-Libano, già in possesso dei semi per la coltivazione". Nella parte orientale della Mezzaluna fertile sono state rinvenute tracce di coltivazione di piante selvatiche nel sito di Chogha Golan, nell'odierno Iran, risalenti a 12000 anni fa, implicando che ci siano state molteplici zone nella Mezzaluna fertile in cui la domesticazione si sia sviluppata più o meno contemporaneamente. La cultura neolitica di Qaraoun è stata identificata in circa cinquanta siti in Libano nella zona della fonte del fiume Giordano, ma non ha mai ricevuto una datazione precisa.

### Europa

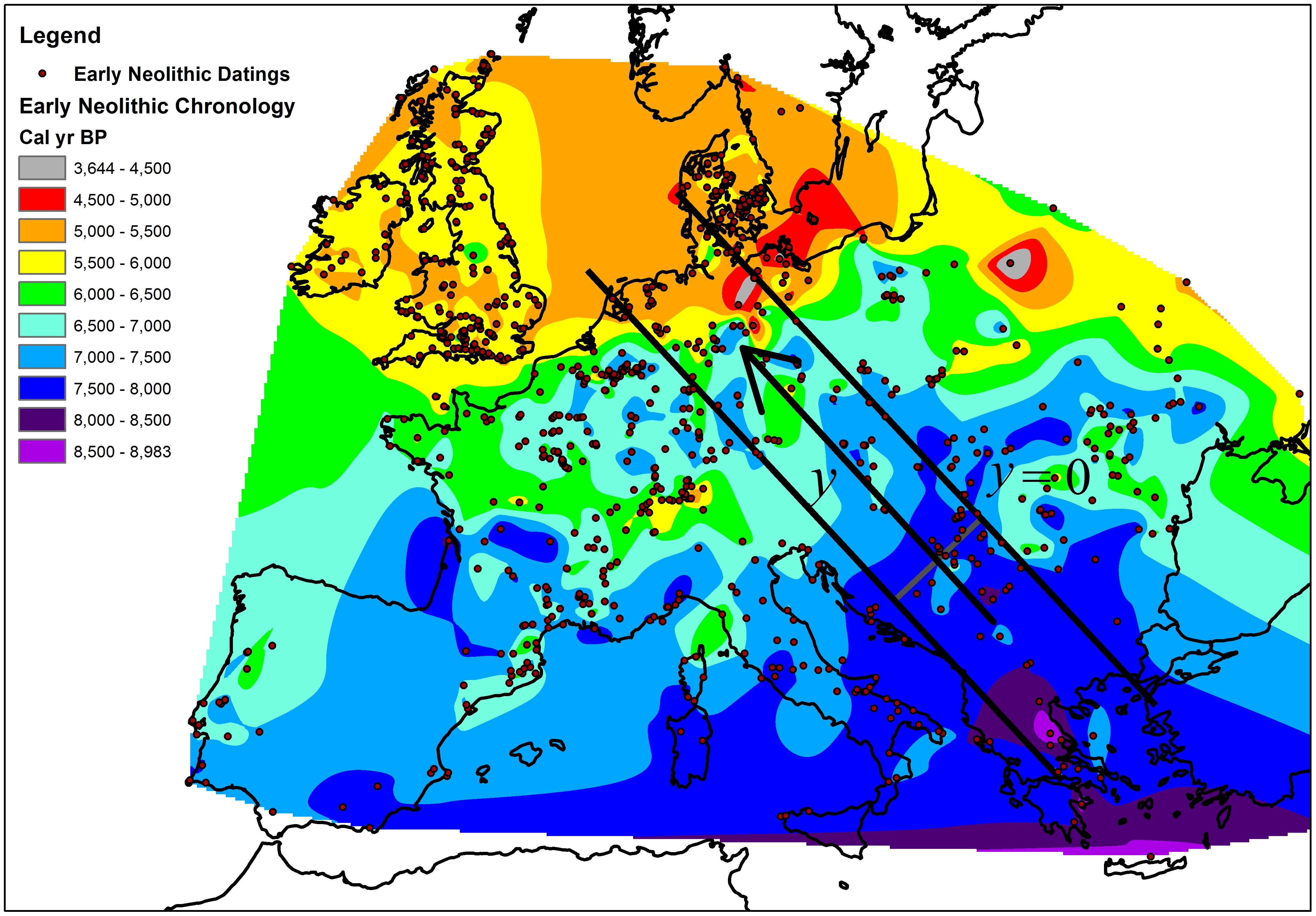
Cronologia del periodo di transizione al neolitico in Europa da a anni fa

Gli archeologi hanno identificato la comparsa di società agricole nella regione asiatica del Levante verso la fine dell'ultimo periodo glaciale all'incirca 12000 anni fa, le quali si sono poi evolute in un certo numero di culture regionalmente distinte nell'VIII millennio a.C. Sono stati rinvenuti resti di società agricole nella zona del Mar Egeo, risalenti a circa 6500 anni fa, più precisamente a Cnosso, nella grotta di Franchthi ed in un certo numero di siti in Tessaglia. Apparvero quindi in breve tempo altre società di tipo neolitico nei Balcani e nell'Europa centro-meridionale. Queste culture neolitiche europee (nei Balcani e nella zona egea mostrano una certa continuità con le società dell'Asia medio-orientale e dell'Anatolia (ad esempio a Çatalhöyük).
Le testimonianze odierne suggeriscono che la cultura neolitica venne introdotta in Europa attraverso l'Anatolia occidentale. In tutti i siti neolitici europei sono state rinvenute ceramiche e resti di piante ed animali domesticati in Medio oriente: monococco, farro, orzo, lenticchie, suini, capre, pecore e bovini. I dati genetici indicano che non avvenne alcun addomesticamento di animali nell'Europa neolitica e che tutti gli animali addomesticati provenivano dal Medio oriente. L'unica pianta domesticata non proveniente dal Medio oriente fu il miglio, proveniente invece dall'Asia orientale. Le prime tracce di produzione casearia risalgono a 5500 anni fa nella Cuiavia, in Polonia.
La diffusione in Europa, dalla zona egea alla Gran Bretagna, richiese circa 2500 anni (6500–4000 anni fa). La zona del mar Baltico fu raggiunta successivamente, circa 3500 anni fa, e anche la zona della pianura pannonica passò ad una cultura di tipo neolitico in ritardo rispetto ad altre zone del continente. In generale la colonizzazione neolitica mostra un andamento "a salti", avanzando da un appezzamento di fertile terreno alluvionale all'altro, evitando le aree montuose. Le analisi al radiocarbonio mostrano chiaramente che popolazioni di cultura mesolitica e neolitica convissero una a fianco dell'altra per più di un millennio in molte parti d'Europa, specialmente nella penisola iberica e lungo la costa atlantica.

#### Analisi al carbonio-14

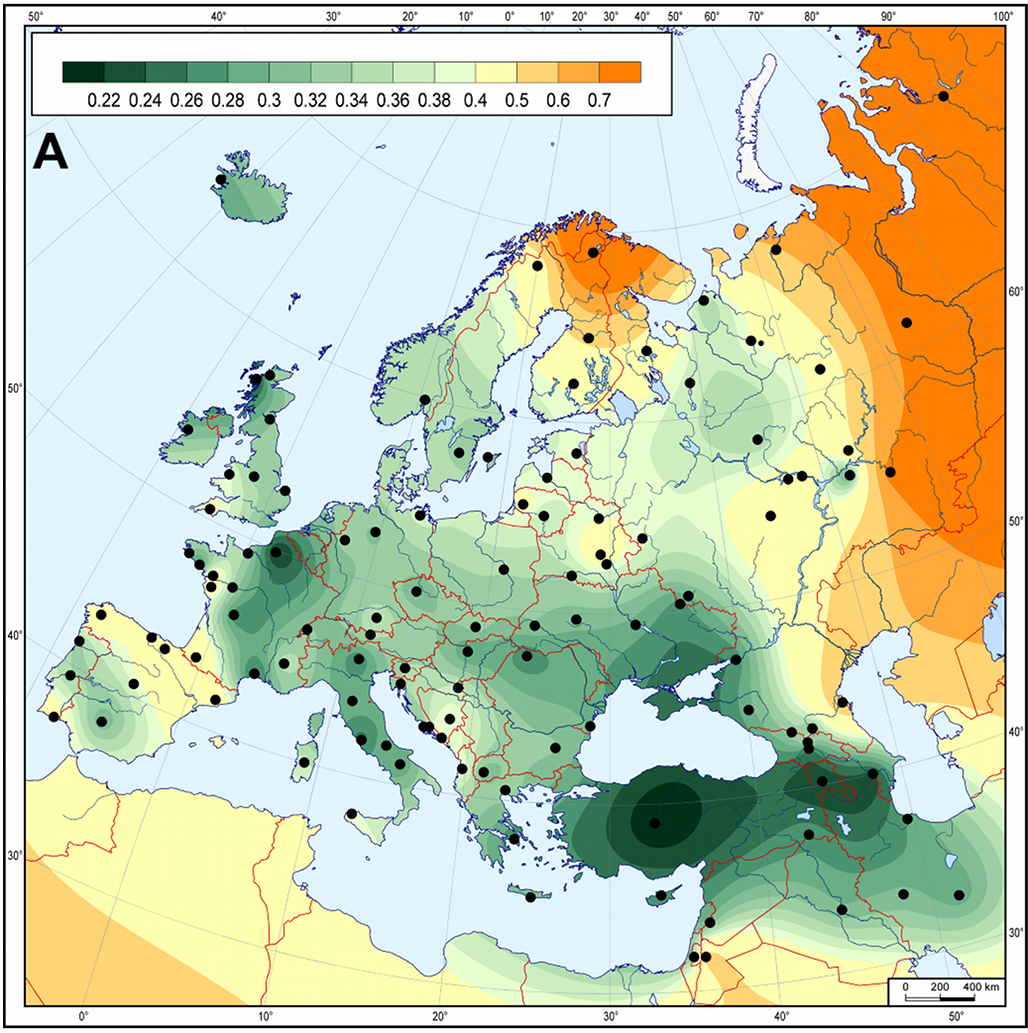
Gli agricoltori dell'Europa neolitica erano geneticamente più prossimi alle moderne popolazioni anatoliche o medio-orientali. La mappa mostra il distanziamento genetico matrilineare tra le popolazioni europee della cultura della ceramica lineare (circa - anni fa) e la popolazione eurasiatica moderna.

La diffusione della cultura neolitica dal Medio oriente all'Europa venne studiata quantitativamente per la prima volta negli anni '70 del XX secolo, quando furono disponibili un numero sufficiente di testimonianze databili con il metodo del carbonio-14. Ammerman e Cavalli-Sforza scoprirono un rapporto diretto tra l'età di un sito del primo neolitico e la distanza tra la zona d'origine convenzionalmente accertata in Medio Oriente (Gerico), dimostrando quindi che in media la diffusione della cultura neolitica avvenne ad una velocità costanti di circa 1 km ogni anno. Studi più recenti hanno confermato questi risultati dando come risultato una velocità di 0.6–1.3 km/anno.

#### Analisi del DNA mitocondriale
A partire dalla prima migrazione dall'Africa dell'homo sapiens 200000 anni fa sono avvenute diverse migrazioni in periodo preistorico e storico nel continente europeo. Tenendo conto che il movimento di popolazioni implica un conseguente movimento dei geni, è possibile stimare l'impatto di queste migrazioni attraverso l'analisi genetica dei popoli. Le pratiche di agricoltura e allevamento ebbero origine 10000 anni fa in una regione del Medio oriente nota come Mezzaluna fertile. Secondo i dati archeologici questo fenomeno, noto come "neolitico" si espanse rapidamente da questi territori in Europa. Ad ogni modo rimane oggetto di discussione se questa espansione fosse correlata o meno ad una migrazione umana. Il DNA mitocondriale – un tipo di DNA ubicato nel citoplasma cellulare ed ereditabile esclusivamente per via materna - è stato recuperato dai resti di agricoltori del periodo neolitico preceramico B (PPNB) del Medio oriente e comparato prima con i dati disponibili di altre popolazioni neolitiche europee e poi con le moderne popolazioni di entrambe le zone. I risultati ottenuti mostrano che le migrazioni umane furono coinvolte nella diffusione delle culture di tipo neolitico e indicano che i primi agricoltori neolitici fecero il loro ingresso in Europa lungo un percorso marittimo attraverso l'isola di Cipro e le isole egee.

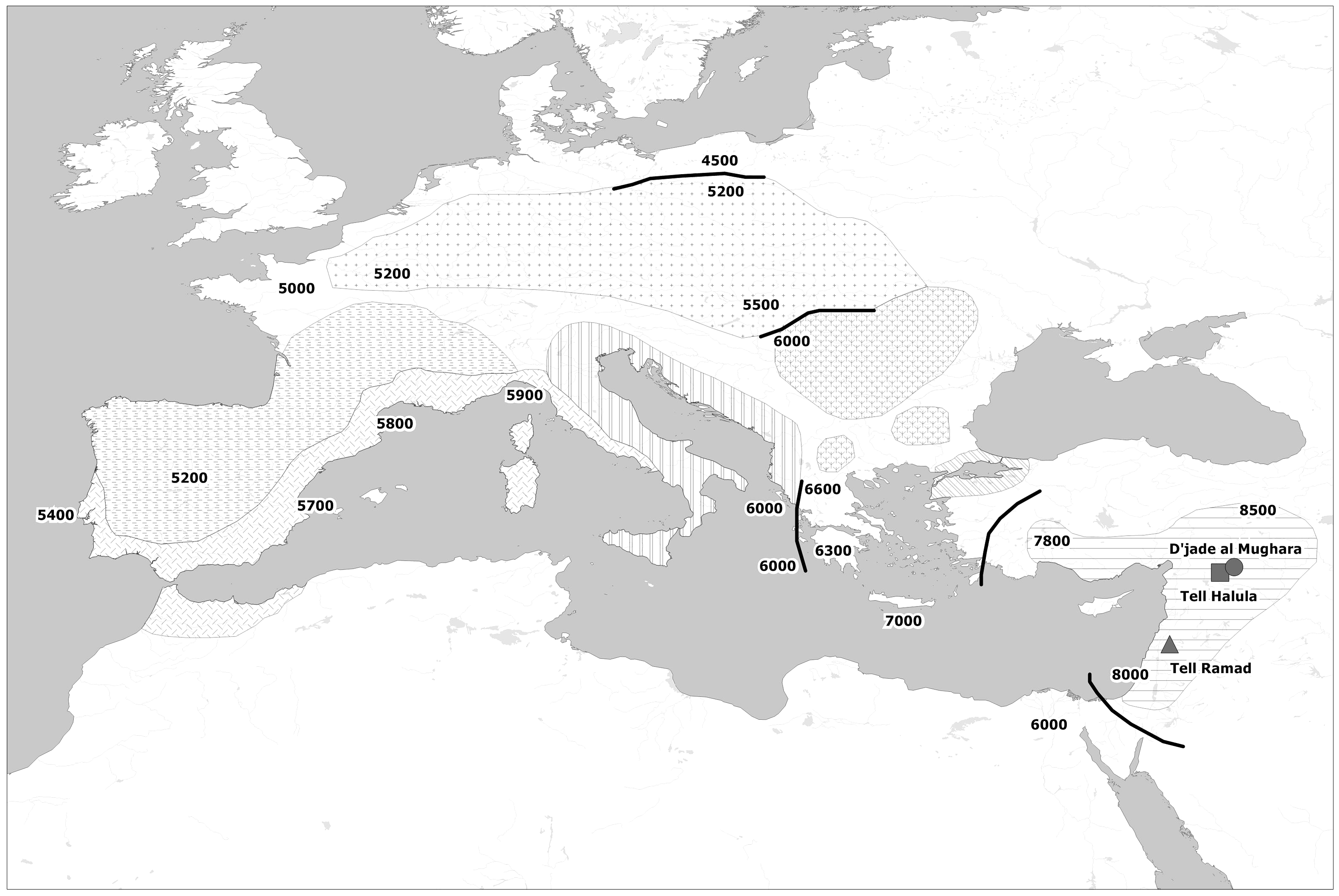
Diffusione delle culture agricole dal Medio oriente in Europa, con le date corrispondenti
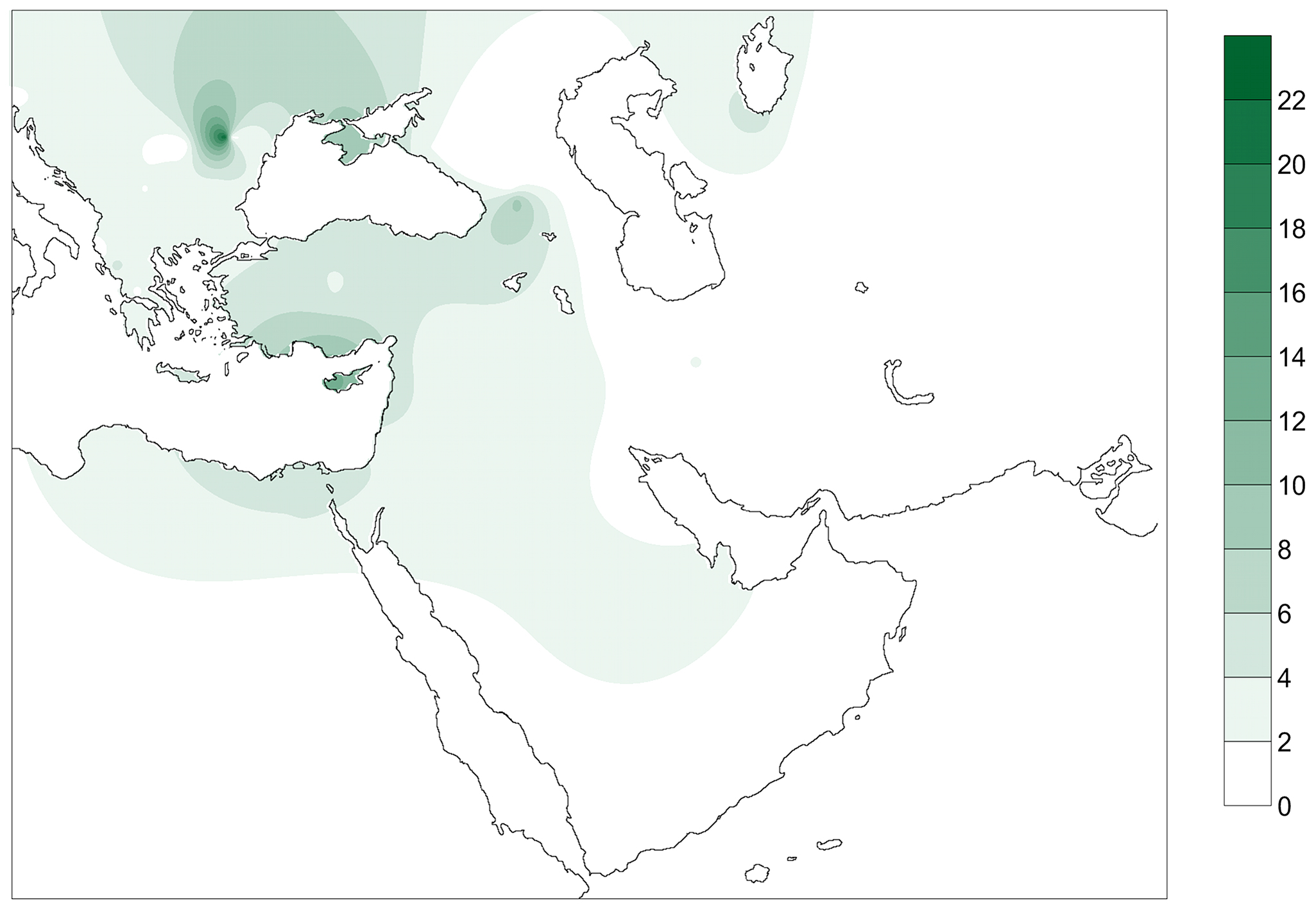
Distribuzione odierna degli aplotipi degli agricoltori del neolitico preceramico
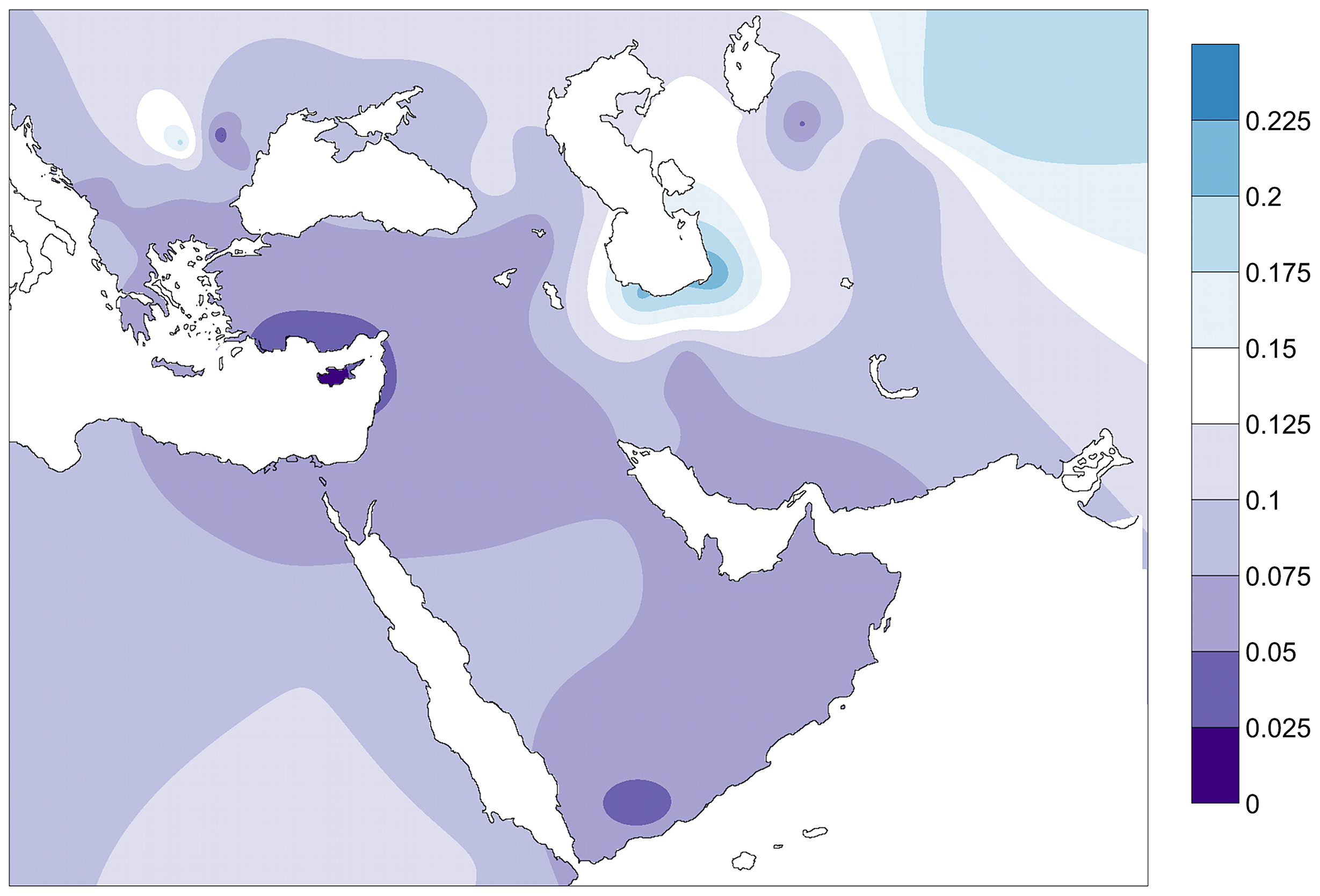
Distanziamento genetico tra gli agricoltori del neolitico preceramico e le popolazioni odierne

### Asia meridionale

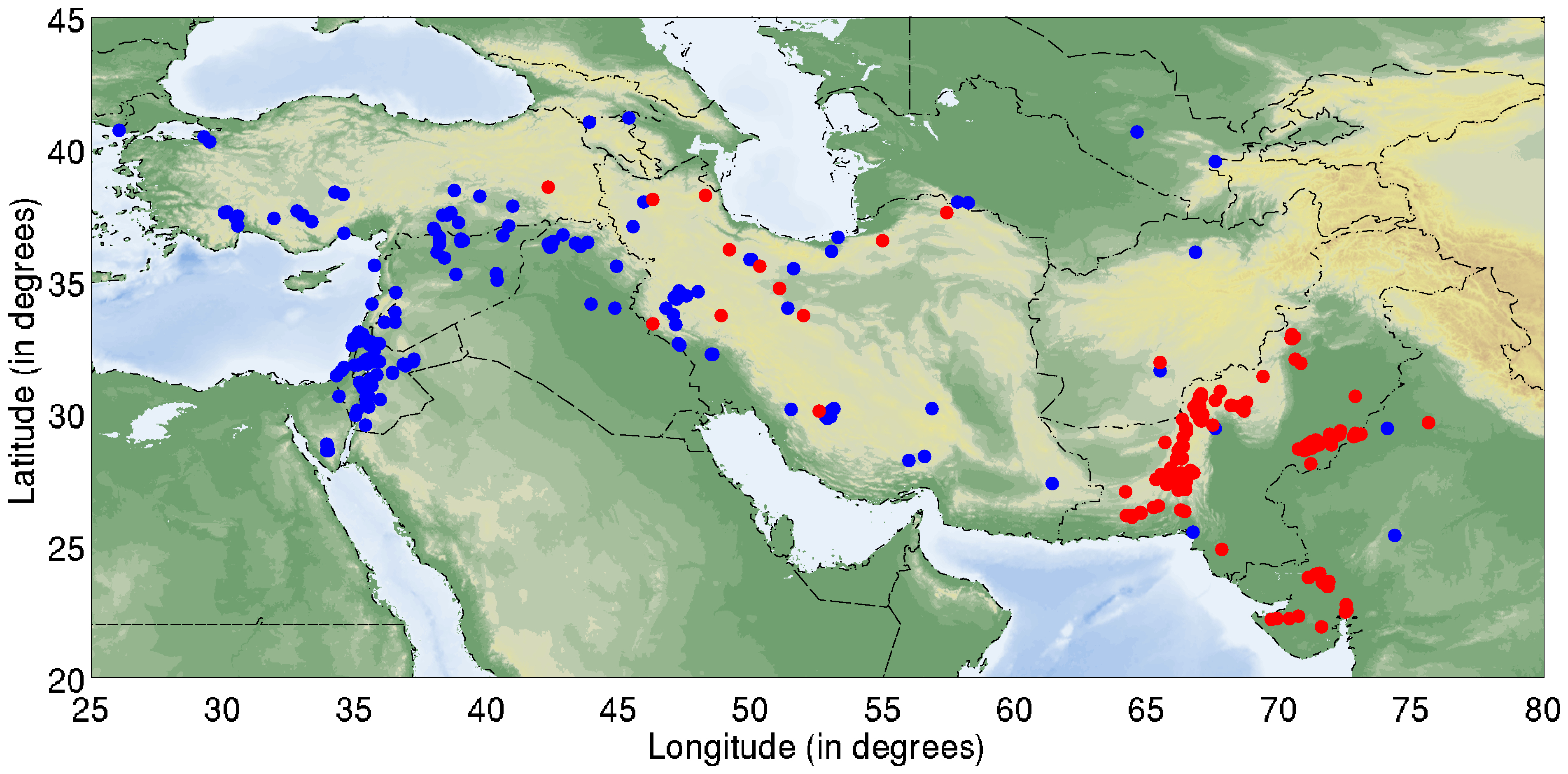
Primi siti neolitici in Medio oriente ed in Asia meridionale (- anni fa)

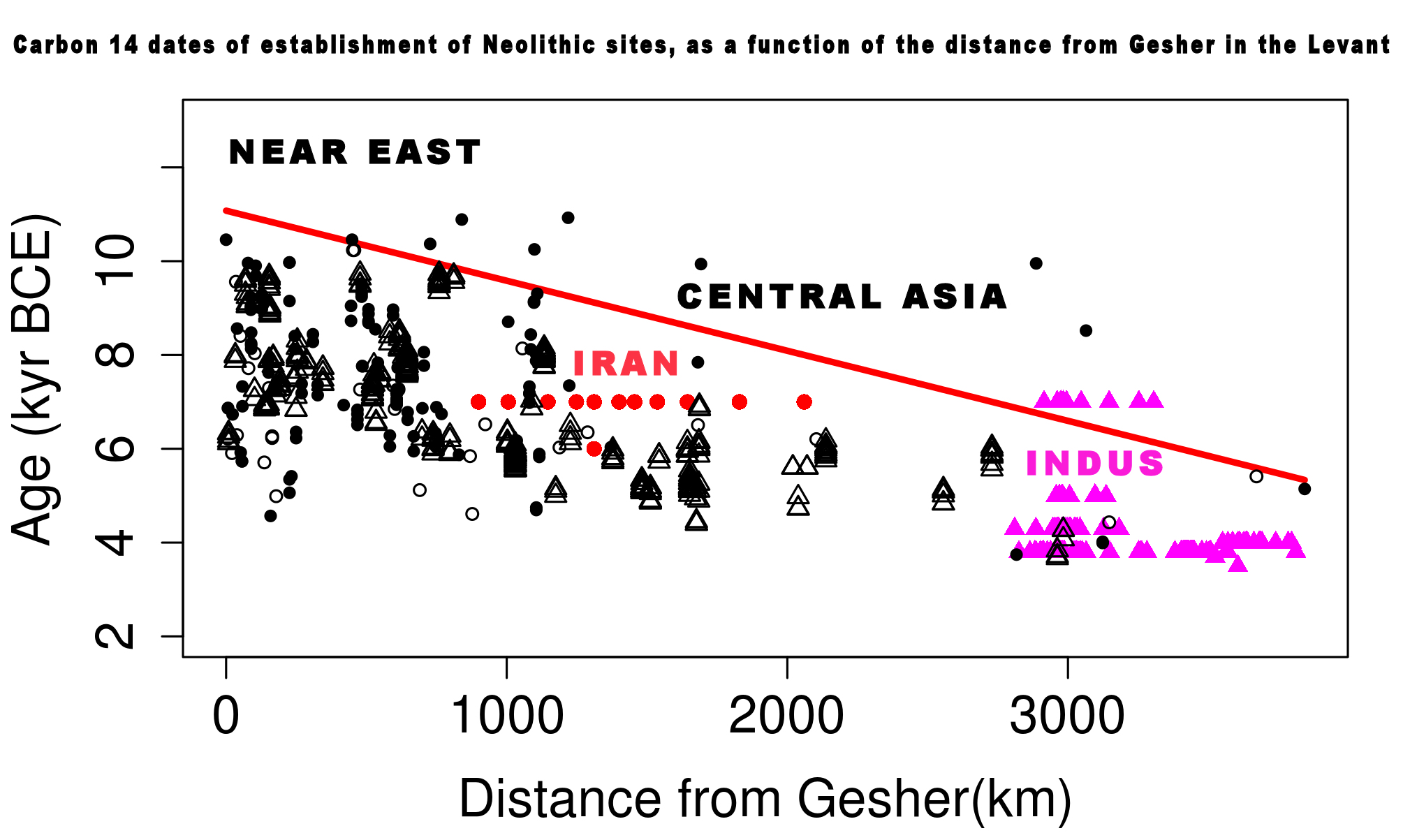
Diffusione delle culture neolitiche dal Medio oriente in Asia meridionale come indicato dal periodo di comparsa dei siti neolitici, considerando come centro di diffusione il sito di Gesher, odierno Israele. Il tasso di diffusione risulta di 0,6 km per anno.

I primi siti di tipo neolitico in Asia meridionale sono Bhirrana nell'odierno stato indiano di Haryana, risalente al 7570–6200 a.C., e Mehrgarh, risalente ad un periodo tra 6500 e 5500 anni fa, nella piana di Kachhi dell'odierno Belucistan, Pakistan; questi siti mostrano tracce di agricoltura (grano e orzo) ed allevamento (bovini, pecore e capre).
Esistono prove evidenti di una connessione tra i siti neolitici mediorientali e quelli situati più ad est, fino alla valle dell'Indo. Queste prove suggeriscono la teoria di una relazione tra il periodo neolitico nel Medio oriente e quello nel subcontinente indiano. Il sito preistorico di Mehrgarh in Belucistan (odierno Pakistan) è il primo sito neolitico nel subcontinente indiano nord-occidentale, risalente all'incirca all'8500 a.C.. Le coltivazioni a Mehrgarh includevano più orzo e una piccola quantità di grano. Ciò può essere una prova che l'orzo sia stato domesticato in loco a Mehrgarh, insieme allo zebù, ma le varietà di grano sembrano avere un'origine mediorientale, dato che la distribuzione odierna delle varietà selvatiche di grano è limitata al Levante settentrionale ed alla Turchia meridionale. Uno studio dettagliato delle mappe via satellite di alcuni siti archeologici nelle regioni del Belucistan e del Khyber Pakhtunkhwa suggerisce inoltre che ci siano state delle similitudini nelle fasi primitive della coltivazione con i siti dell'Asia occidentale. Il tipo di ceramica prodotta, i focolari riempiti di ciottoli bruciati ed i grandi granai sono elementi comuni sia al sito di Mehrgarh che a molti siti mesopotamici. Le posizioni dei resti umani nei sepolcri di Mehrgarh presentano una forte somiglianza con quelli del sito di Ali Kosh sui monti Zagros dell'Iran meridionale. Nonostante il numero esiguo, la datazione al carbonio-14 e i riscontri archeologici dimostrano una notevole continuità tra i siti mediorientali e il subcontinente indiano, continuità consistente con una diffusione sistematica verso oriente alla velocità di circa 0,65 km all'anno.
Nella parte meridionale dell'India il periodo neolitico ebbe inizio circa 6500 anni fa e durò fino a circa 1.400 anni fa quando avvenne la transizione al periodo megalitico. Il neolitico indiano meridionale è caratterizzato da tumoli cinerei, risalenti a 2500 anni fa nella regione di Karnataka, diffondendosi in seguito nella regione del Tamil Nadu.

### Asia orientale

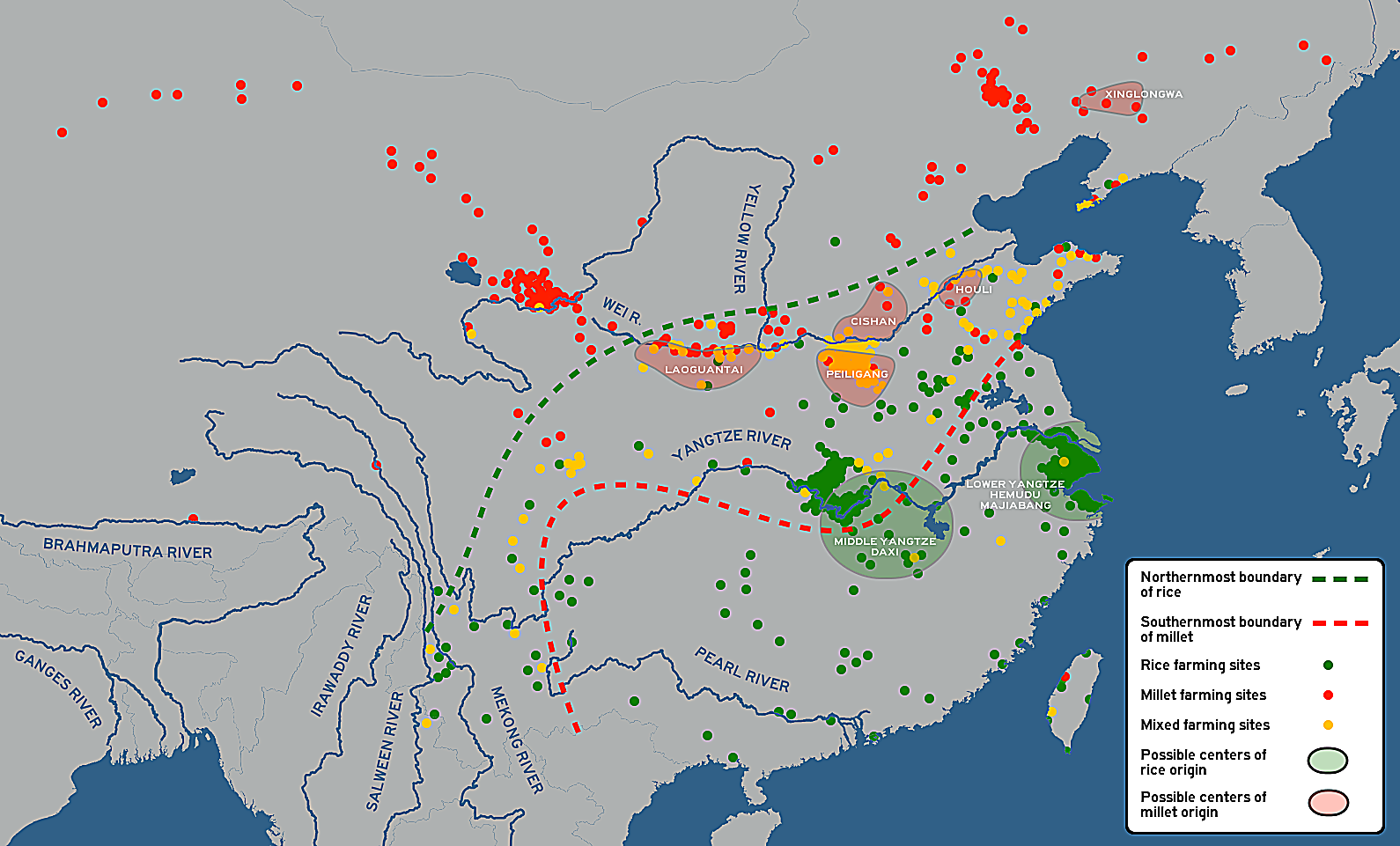
Distribuzione dei siti produttori di riso, miglio e di produzione mista nella Cina neolitica (He et al., 2017)

La nascita dell'agricoltura nel periodo neolitico della Cina può essere suddivisa in due ampie regioni, la Cina settentrionale e la Cina meridionale.
Si ritiene che il primo centro agricolo della Cina settentrionale siano state le terre d'origine dei popoli sino-tibetani, associati alle culture di Houli, Peiligang, Cishan e Xinglongwa, localizzate nel bacino del fiume Giallo. Queste zone furono il centro di domesticazione del panìco (Setaria italica) e del miglio (Panicum miliaceum), le cui prime testimonianze risalgono a circa 8000 anni fa. Queste specie vennero poi ampiamente coltivate nel bacino del fiume Giallo (7500 anni fa). Anche la coltivazione della soia ebbe inizio nella Cina settentrionale 4500 anni fa, così come furono domesticate sempre in Cina l'arancia e la pesca, a partire dal 2500 a.C..

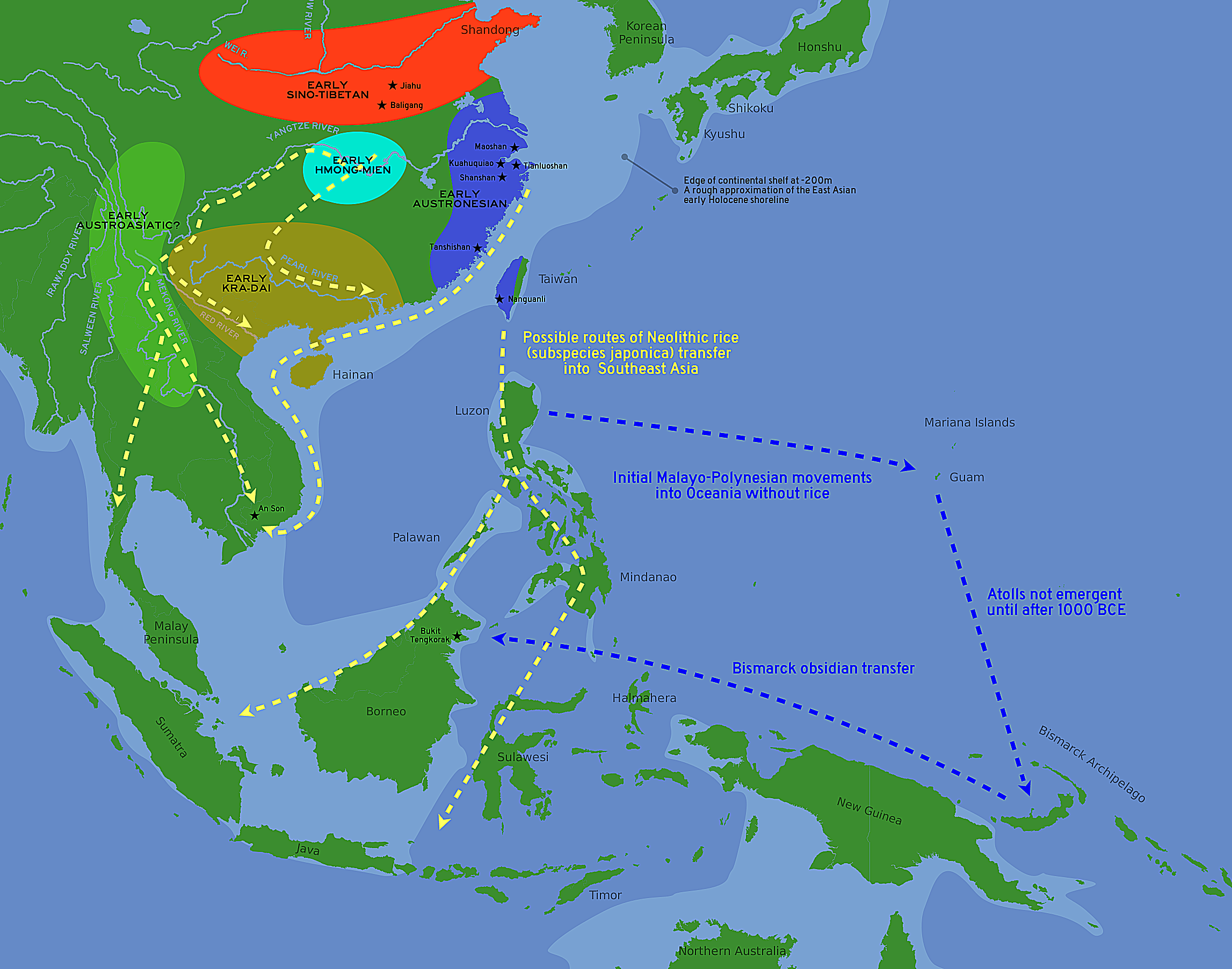
Probabili tragitti lungo i quali si è diffusa la coltivazione del riso e le possibili terre d'origine delle diverse famiglie linguistiche (dal 3500 al 500 a.C.). Le linee di costa come dovevano presentarsi all'inizio dell'olocene sono mostrate in azzurro chiaro. (Bellwood, 2011)

I centri agricoli della Cina meridionale erano localizzati nel bacini del fiume Azzurro. Il riso venne domesticato in questa regione, insieme allo sviluppo della risaia, tra i 13500 e gli 8200 anni fa.
Si ritiene che siano stati due possibili centri di domesticazione del riso. Il primo, ed il più probabile, è il basso corso del fiume Azzurro, che si reputa essere la terra d'origine dei popoli austronesiani, una zona associata con le culture di Kauhuqiao, Hemudu, Majiabang e Songze. Queste culture erano caratterizzati da tratti tipicamente pre-austronesiani, come le palafitte, la lavorazione della giada e la costruzione di imbarcazioni. La loro dieta veniva integrata con ghiande, castagne d'acqua dolce e con il maiale recentemente addomesticato. Il secondo probabile centro è il corso medio del fiume Azzurro, che si ritiene essere la terra d'origine dei popoli hmong-mien ed associato con le culture di Pengtoushan e Daxi. Entrambe queste regioni erano densamente popolate ed intrattenevano scambi commerciali fra di loro, così come con i popoli austroasiatici ad ovest ed i popoli tai-kadai a sud, facilitando in questo modo la diffusione della coltivazione del riso nella Cina meridionale.

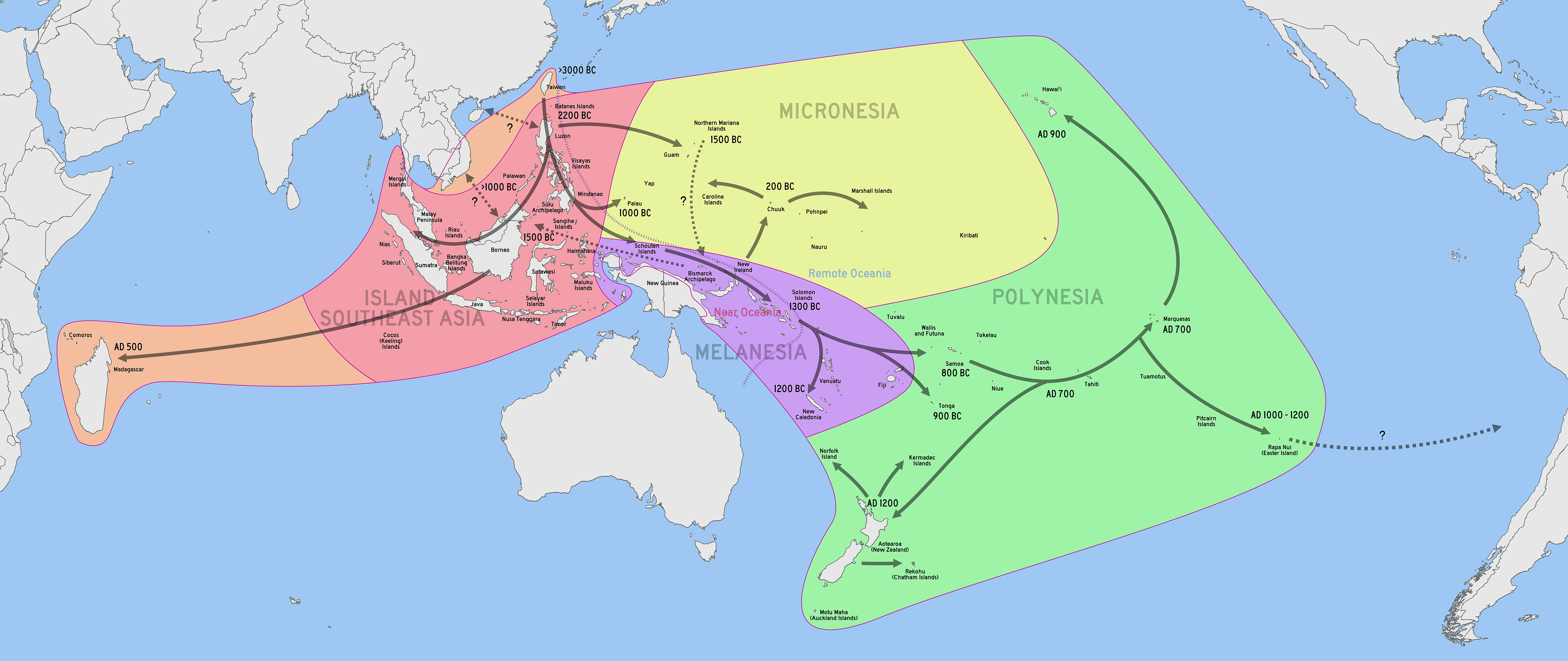
Cronologia delle migrazioni dei popoli austronesiani nell'Oceano Pacifico e Indiano (Bellwood in Chambers, 2008)

Le culture che producevano riso e quelle che producevano miglio vennero in contatto per la prima volta all'incirca nel periodo tra 9000 e 7000 anni fa, dando origine ad un corridoio tra i due centri di produzione dove veniva coltivato sia il riso che il miglio. Tra i 5500 ed i 4000 anni fa si registra una migrazione crescente verso l'isola di Formosa da parte di genti appartenenti alla cultura austronesiana di Dapenkeng, portando con sé la tecnologia della coltivazione del riso e del miglio. Esistono prove di grandi insediamenti e di una coltivazione intensiva del riso a Taiwan e nelle isole Penghu durante questo periodo e ciò può aver portato come risultato al sovrasfruttamento. Bellwood ha proposto che ciò può essere stata la spinta iniziale dell'espansione austronesiana che ebbe inizio con la migrazione di questi popoli dall'isola di Formosa verso l'arcipelago delle Filippine circa 5000 anni fa.
Gli austronesiani importarono la coltivazione del riso nelle isole del sud-est asiatico insieme ad altre specie domesticate. L'ambiente delle nuove terre colonizzate disponeva inoltre di altre piante commestibili che questi popoli cominciarono a sfruttare. Essi trasportarono in seguito le piante e gli animali domesticati nei loro successivi viaggi di colonizzazione, introducendo così rapidamente specie domesticate o semi-domesticate in tutta l'Oceania. Vennero inoltre a contatto, circa 3500 anni fa, con i primi centri agricoli della Nuova Guinea, popolata da genti papuasiche, così come con le regioni dell'India meridionale e dello Sri Lanka, popolate da genti dravidiche. Da questi popoli acquisirono altre piante coltivabili come le banane ed il pepe ed a loro volta introdussero tecniche tipiche austronesiane come la coltivazione nelle zone umide e la canoa a bilanciere. Durante il I millennio d.C. questi popoli colonizzarono il Madagascar e le isole Comore, importando piante commestibili del sud-est asiatico, come il riso, in Africa orientale.

### Africa
Sono state identificate tre aree di sviluppo indipendente dell'agricoltura sul continente africano: l'acrocoro etiopico, il Sahel e l'Africa occidentale. Per contro, si ritiene che la comparsa dell'agricoltura nella valle del Nilo sia una derivazione della rivoluzione neolitica originale della Mezzaluna fertile.
Sono state ritrovate numerose pietre da macina nei siti delle culture primitive sebiliana e mechiana nell'odierno Egitto e sono state rinvenute testimonianze di un'economia basata su colture domesticate, risalente a circa 7000 anni fa.
A differenza del Medio oriente, queste testimonianze riportano una "falsa partenza" dell'agricoltura, dato che i siti vennero successivamente abbandonati e la comparsa permanente dell'agricoltura venne posposta a circa 6500 anni fa presso la cultura tasiana e quella badariana e l'arrivo di piante ed animali dal Medio oriente.
La banana ed il plátano, i quali vennero domesticati nel sud-est asiatico e molto probabilmente in Nuova Guinea, furono domesticati indipendentemente anche in Africa già 5000 anni fa. Anche la patata dolce asiatica ed il taro venivano coltivate in Africa.
La coltura più famosa che venne domesticata nell'acrocoro etiopico è il caffè, insieme al qāt, agli ensete, al teff, alla Guizotia abyssinica ed all'Eleusine coracana. Le colture domesticate nella regione del Sahel includono il sorgo ed il miglio perlato. La noce di cola venne coltivata per la prima volta in Africa occidentale, insieme al riso africano, la patata dolce e la palma da olio.
L'agricoltura si diffuse successivamente in Africa centrale e meridionale con l'espansione dei popoli bantu tra il I millennio a.C ed il I millennio d.C..

### Americhe
Le prime colture domesticate in America centrale furono il mais (a partire dal 4000 a.C.), i legumi (non più tardi del 4000 a.C.) e la cucurbita (a partire dal 6000 a.C.). La patata e la manioca furono domesticate in America meridionale. Nel territorio degli odierni Stati Uniti i nativi americani cominciarono a coltivare il girasole, il farinello e l'Iva annua intorno al 2500 a.C. Lo stile di vita sedentario nei villaggio non prese piede fino al II millennio a.C..

### Nuova Guinea
Tracce di scavi di drenaggio nelle paludi del Kuk ai limiti degli altipiani occidentali e meridionali in Papua Nuova Guinea indicano la comparsa della coltivazione del taro e di una serie di altre culture a partire da 11000 anni fa. Sono state identificate due specie risalenti a questo periodo, il taro (Colocasia esculenta) e la patata dolce (Dioscorea). Ulteriori testimonianze riguardanti la coltivazione della banana e della canna da zucchero risalgono ad un periodo tra il 6950 ed 6440 a.C. Questi ritrovamenti si trovano ai limiti di altitudine di crescita di queste piante, e da ciò è stato dedotto che queste coltivazioni potrebbero aver avuto inizio ad altitudini più favorevoli anche in un periodo precedente. La Commonwealth Scientific and Industrial Research Organisation australiana ha rinvenuto delle prove che il taro potrebbe essere stato introdotto nell'arcipelago delle isole Salomone per il consumo umano 28000 anni fa, rendendolo la prima pianta coltivata al mondo.
Ciò avrebbe portato alla diffusione dei popoli papuasici dalla Nuova Guinea verso le Isole Salomone ad est e verso l'isola di Timor ed altre aree dell'odierna Indonesia ad ovest. Ciò sembra confermare l'ipotesi di Carl Sauer che, nella sua opera "Agricultural Origins and Dispersals", aveva già suggerito nel 1953 che questa regione fosse un primitivo centro di diffusione dell'agricoltura.

## Addomesticamento degli animali
Quando il sistema di caccia e raccolta cominciò ad essere sostituito da uno stile di vita sedentario caratterizzato dalla produzione del cibo, divenne più conveniente ed efficiente riuscire ad avere gli animali nelle immediate vicinanze. In questo modo divenne necessario fare in modo che gli animali vivessero all'interno dell'insediamento, anche se in alcuni casi bisogna fare una distinzione tra agricoltori sedentari ed allevatori nomadi. Le dimensioni, il temperamento, la dieta, le abitudini riproduttive e la durata della vita degli animali furono fattori importanti nella scelta e nella riuscita dell'addomesticamento. Gli animali che fornivano il latte, come le mucche e le capre, offrivano una fronte di proteine rinnovabile e perciò di grande valore. L'abilità di questi animali di fornire una forza lavoro (per esempio nell'aratura o come traino), così come il fatto di essere una fonte diretta di cibo, aveva sicuramente giocato un ruolo molto importante. Oltre ad essere una fonte di nutrimento, alcuni animali potevano fornire pelle, lana e fertilizzante. Tra i primi animali addomesticati si possono trovare il cane (Asia orientale, circa 15000 anni fa), la pecora, la capra, i bovini ed i suini.

### Addomesticamento degli animali in Medio oriente

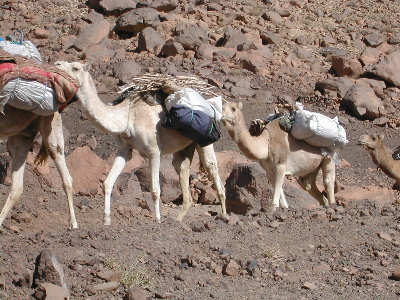
Carovana di dromedari in Algeria

Il Medio oriente fu la zona d'origine di molti animali che furono in seguito addomesticati, come le pecore, le capre ed i suini. In quest'area fu inoltre addomesticato per la prima volta il dromedario. Henri Fleisch ha scoperto la zona di produzione neolitica di oggetti in selce della valle della Beqa' in Libano ed ha proposto che si potesse trattare del primo esempio di pastorizia nomade. Egli datò questa produzione al neolitico preceramico, risultando evidente la non appartenenza del sito al paleolitico, al mesolitico e neppure al neolitico ceramico. La presenza di questi animali diede un grosso vantaggio alla regione in termini di sviluppo culturale ed economico. Dopo che il clima cambiò e divenne più arido, molti agricoltori furono costretti ad andarsene, portando con sé gli animali addomesticati. Fu questa massiccia emigrazione dal Medio oriente che contribuì a diffondere in seguito questi animali nel resto del continente eurasiatico ed in Africa. Questa migrazione avvenne principalmente su un asse est-ovest, in aree con clima simile, dato che le colture solitamente hanno una fascia climatica ottimale molto ristretta al di fuori della quale non crescono per motivi di luce o di approvvigionamento idrico. Ad esempio, il grano non cresce naturalmente nei climi tropicali, così come le piante tropicali come la banana non riescono a crescere nei climi più freddi. Alcuni autori, come Jared Diamond, ritengono che questo asse est-ovest sia la motivazione principale per cui la domesticazione di piante ed animali si sia espansa così velocemente in Eurasia ed Africa settentrionale, mentre non ebbe modo di attraversare il continente africano per raggiungere l'odierno Sudafrica, dotato di clima mediterraneo, dove le piante adatte ai climi temperati sono state importate e coltivate con successo solamente negli ultimi 500 anni. Allo stesso modo lo zebù, originario dell'Africa centrale non fu introdotto nella Mezzaluna fertile così come i bovini addomesticati del Medio oriente non arrivarono alle zone africane centro-meridionali, essendo queste regioni separate dall'arido deserto del Sahara.

## Conseguenze

### Cambiamenti sociali

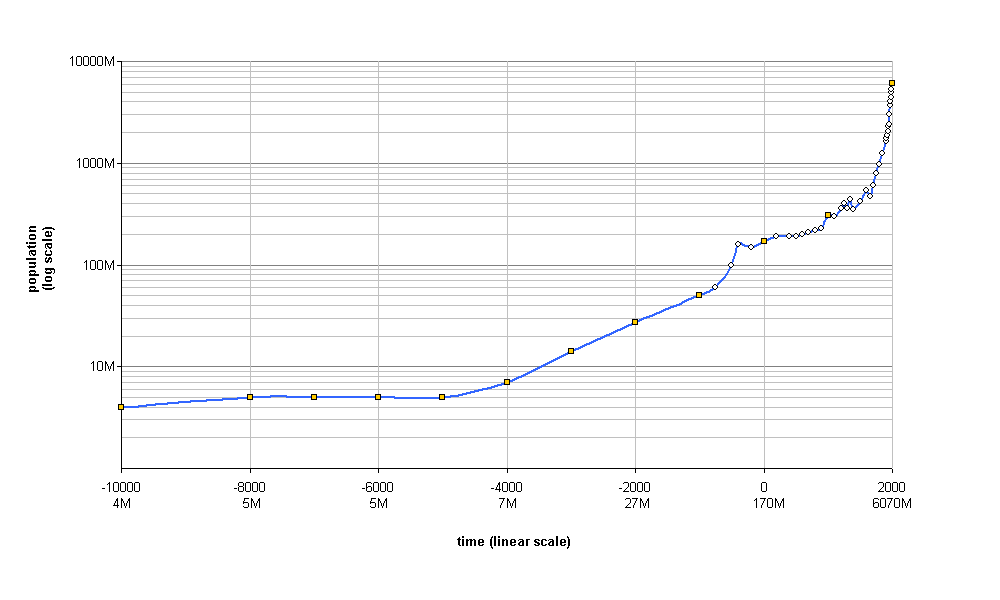
La popolazione mondiale (stimata) non crebbe significativamente per alcuni millenni dopo la rivoluzione del neolitico.

Nonostante il significativo avanzamento a livello tecnologico la rivoluzione neolitica non comportò immediatamente la crescita rapida della popolazione. Sembra che i suoi benefici siano stati contrastati da svariati effetti sfavorevoli, per lo più malattie e guerre.
L'introduzione dell'agricoltura non ha portato necessariamente ad un progresso inequivocabile. Gli standard nutritivi della crescente popolazione del neolitico erano inferiori a quelli dei cacciatori-raccoglitori. Numerosi studi etnologici ed archeologici hanno concluso che la transizione ad una dieta a base di cereali causò una riduzione dell'aspettativa di vita e della statura, un aumento della mortalità infantile e delle malattie infettive, lo sviluppo di patologie degenerative o infiammatorie croniche (come l'obesità, il diabete di tipo 2 e patologie cardiovascolari) ed altre carenze nutrizionali, tra cui carenza di vitamine, di ferro e di minerali, le quali andavano ad intaccare le ossa (come l'osteoporosi ed il rachitismo) ed i denti. L'altezza media diminuì da 178 cm a 168 cm per gli uomini e da 165 cm a 155 cm per le donne e bisognerà attendere il XX secolo d.C. per riscontrare nuovamente le stature precedenti la rivoluzione del neolitico.
La concezione tradizionale prevede che la produzione agricola supportò una popolazione più densa, che a sua volta andava a favorire comunità sedentarie più grandi, l'accumulo di beni ed attrezzi e la specializzazione e diversificazione del lavoro. Lo sviluppo di società più grandi comportò lo sviluppo di diversi processi decisionali e quindi di organizzazioni di tipo governativo. Il surplus di cibo rese possibile lo sviluppo di un'élite che non si occupava di agricoltura, industria o commercio, ma dominava le proprie comunità con altri mezzi e monopolizzava il processo decisionale. Jared Diamond (nell'opera Il mondo fino a ieri) ha sostenuto che la maggiore disponibilità di latte e di cereali abbia permesso alle madri di crescere sia un infante che un bambino di poco più grande (ad esempio di 3 o 4 anni) nello stesso momento. Il risultato fu che la popolazione ebbe modo di crescere più rapidamente. Diamond, d'accordo con studiosi femministi come V. Spike Peterson, fa notare che l'agricoltura ha apportato profonde divisioni sociali ed ampliato le differenze di ruoli fra i sessi.

#### Matrimonio

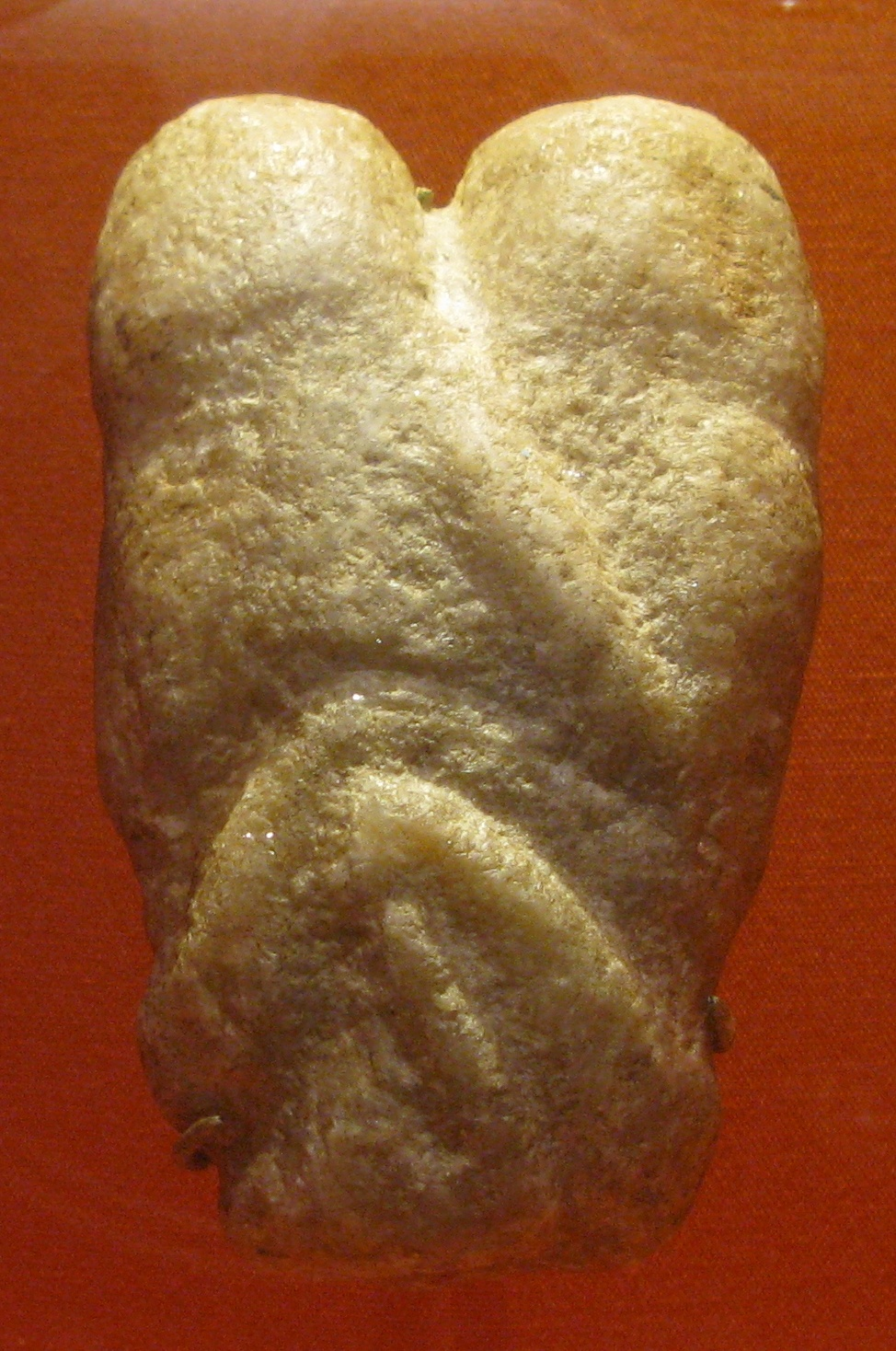
Gli amanti di Ain Sakhri (Betlemme), ritrovamento del Neolitico è considerato la più antica rappresentazione conosciuta di due persone impegnate in un rapporto sessuale

Si presume che il passaggio culturale dalla raccolta alla semina sia anche il momento in cui gli umani si sono resi conto che esisteva un collegamento causale fra il rapporto sessuale e la gravidanza della donna. Dunque, l'istituzione del matrimonio avrebbe seguito lo sviluppo dell'agricoltura, nata nella Mezzaluna fertile. In effetti, la prima attestazione scritta di una cerimonia di nozze risale al 2350 avanti Cristo in Mesopotamia Secondo gli antropologi, prima della nascita del matrimonio, l'organizzazione dei gruppi umani era più libera e consisteva di gruppi che potevano arrivare anche a 30 persone, che si frequentavano con una certa promiscuità. Ci sarebbe stato un passaggio da una cultura con caratteristiche matriarcali a una cultura patriarcale. Per esempio, l'archeologia ha messo in evidenza come le prime sculture del corpo umano nel Paleolitico ritraessero solo il corpo femminile, mentre il corpo maschile inizia a essere ritratto solo nel Neolitico. Il Neolitico è quindi l'epoca in cui si afferma sia l'agricoltura che la figura del padre. Gli antropologi collegano il patriarcato alla richiesta dell'uomo di avere il controllo sulla propria discendenza. In effetti, alcune società, come i Naxi in Cina, hanno conservato fino agli anni 1990 la credenza che sia la donna da sola a generare figli e non hanno matrimonio, cioè nessun giovane lascia la famiglia di origine: pertanto non esiste nemmeno la figura del padre.

### Rivoluzioni successive

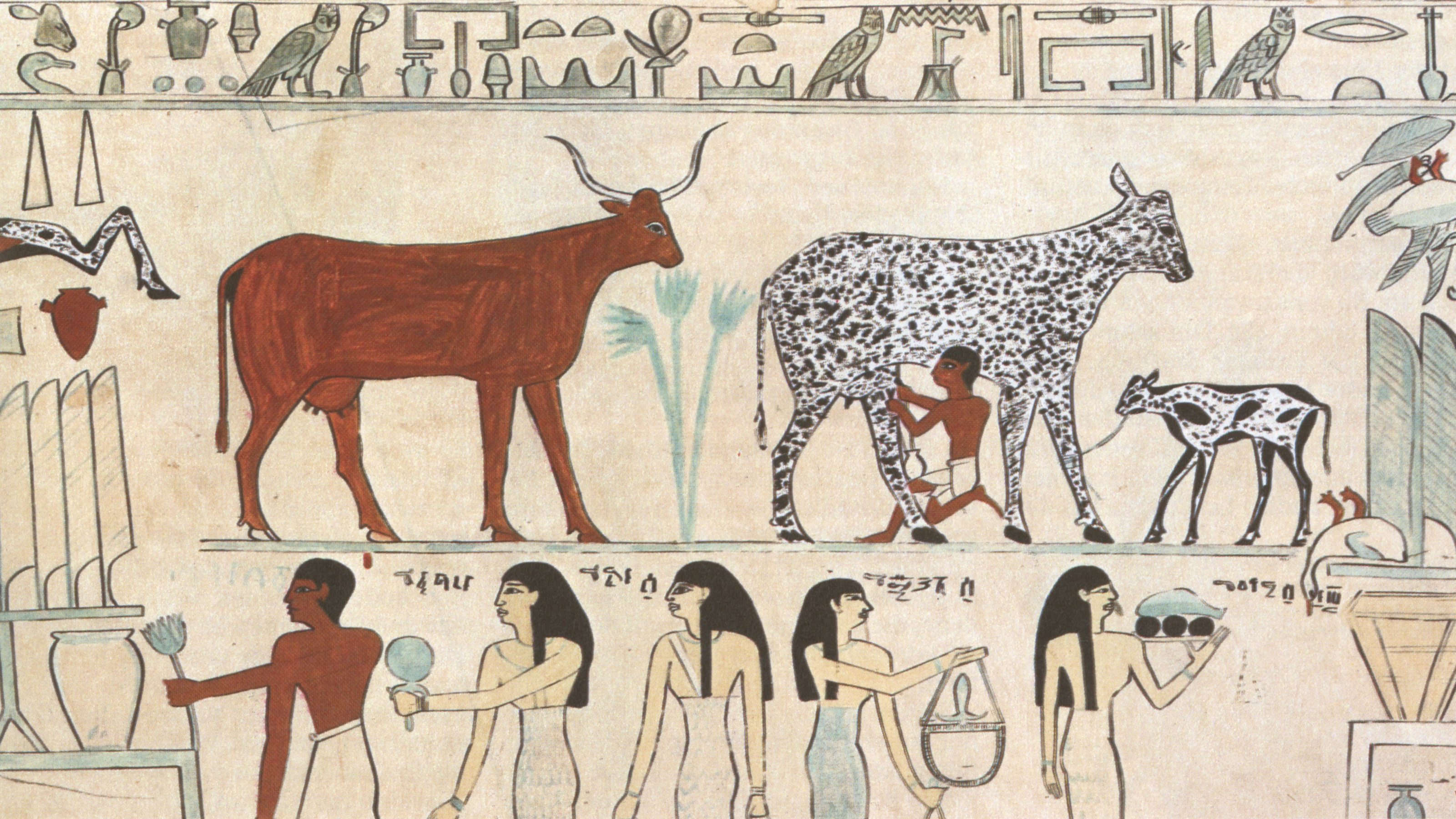
Mungitura di mucche addomesticate nell'antico Egitto

Andrew Sherratt sostiene che in seguito alla rivoluzione neolitica ci fu una seconda fase di scoperte, a cui si è riferito con il termine di "rivoluzione dei prodotti secondari". Sembra che gli animali siano stati addomesticati all'inizio solo come fonte di carne. La rivoluzione dei prodotti secondari ebbe luogo quando gli esseri umani si accorsero che gli animali potevano fornire una certa quantità di altri prodotti utili, tra cui:
- pellame (già ottenuto in precedenza da animali non addomesticati)
- letame per la fertilizzazione del suolo (da tutti gli animali addomesticati)
- lana (da pecore, lama, alpaca e capre d'Angora)
- latte (da capre, bovini, yak, pecore, cavalli e cammelli)
- forza di trazione (da parte di buoi, asini, cavalli, cammelli e cani)
- guardia del bestiame (da parte dei cani)

Sherratt sostiene che questa fase dello sviluppo agricolo permise agli esseri umani di fare uso delle potenzialità energetiche dei propri animali in modi totalmente nuovi e permise la coltivazione intensiva permanente e la lavorazione dei tipi di suolo più pesanti per l'agricoltura. Rese inoltre possibile la pastorizia nomade anche in zone semiaride, lungo i margini dei deserti, e portò infine alla domesticazione sia del dromedario che del cammello. Il sovrasfruttamento pastorale di queste aree, in particolare da parte delle greggi di capre, aumentò notevolmente l'estensione dei deserti.
La vita sedentaria, limitata ad un solo posto, permise l'accumulo di beni personali e lo sviluppo dell'attaccamento a determinate aree. Sulla base di ciò si sostiene che i popoli preistorici divennero in grado di accumulare riserve di cibo per sopravvivere nei periodi di magra ed utilizzare il surplus per effettuare scambi commerciali. Una volta stabilito un rifornimento sicuro di cibo ed il commercio la popolazione poté crescere e la società diversificarsi in produttori di cibo ed artigiani, i quali potevano permettersi di sviluppare la loro attività in virtù del fatto che non dovevano più occuparsi di procacciarsi il cibo da soli, e sviluppare quindi tecnologie come la lavorazione dei metalli. Questa complessificazione del tessuto sociale richiese ad un certo punto delle forme di organizzazione sociale per funzionare efficacemente ed era quindi molto probabile che ad un certo punto questo tipo di organizzazione sia comparsa e le popolazioni che disponevano di tale organizzazione, forse di tipo religioso, erano meglio preparate ed efficienti. Inoltre la maggiore densità di popolazione poteva dare adito alla formazione di una classe di persone addette alla difesa militare, cioè di soldati. Durante questo periodo divenne sempre più importante il concetto di proprietà privata. Childe sostiene che l'aumento di complessità sociale affondò le sue radici nella decisione di adottare uno stile di vita sedentario e stabilirsi in un luogo preciso ed ha portato quindi ad una seconda "rivoluzione urbana", durante la quale furono costruite le prime città.

### Malattie
In seguito allo sviluppo delle società sedentarie, le malattie si diffusero molto più rapidamente di quanto avessero potuto in precedenza nelle società basate sulla caccia e la raccolta. Le pratiche sanitarie inadeguate e l'addomesticamento degli animali può spiegare l'aumento dei decessi e delle patologie in seguito alla rivoluzione neolitica, dato che le malattie potevano facilmente passare dagli animali alla popolazione umana. Alcuni esempi di malattie infettive che si diffusero dagli animali all'uomo sono l'influenza, il vaiolo ed il morbillo. La genomica dei microbi antichi ha dimostrati che gli antenati dei ceppi adattati agli umani di Salmonella enterica infettavano gli agricoltori ed i pastori di 5500 anni fa nell'Eurasia occidentale, fornendo la prova molecolare all'ipotesi che il processi di sviluppo del neolitico facilitò la comparsa delle malattie legate agli esseri umani. Secondo un processo di selezione naturale gli umani che addomesticarono per primi i grandi mammiferi acquisirono l'immunità alle malattie, dato che in ogni generazione gli individui con un migliore sistema immunitario avevano maggiori possibilità di sopravvivenza. Nei circa 10000 anni di vicinanza condivisa con gli animali come le mucche, gli eurasiatici e gli africani sono diventati più resistenti alle malattie rispetto alle popolazioni indigene che si trovavano al di fuori di queste zone. Ad esempio, i popoli indigeni della maggior parte delle isole caraibiche e di molte isole del Pacifico furono completamente annientati dalle malattie. Il 90% o più di molti popoli delle Americhe fu spazzato via dalle malattie europee ed africane ancora prima che avvenisse un contatto diretto con gli esploratori o i conquistatori europei. Alcune culture come l'impero inca possedevano un grande animale domestico, il lama, ma il suo latte non veniva consumato e non veniva allevato in spazi chiusi nelle vicinanze degli esseri umani, così che il rischio di contagio fu limitato. Secondo ricerche bioarcheologiche gli effetti dell'agricoltura sulla salute fisica e dentale tra le società produttrici di riso nel sud-est asiatico tra i 4000 ed i 1500 anni fa non furono nocivi come in altre parti del mondo.

### Tecnologie
Nella sua opera Armi, acciaio e malattie, Jared Diamond afferma che gli abitanti dell'Europa e dell'Estremo oriente hanno beneficiato di una posizione geografica vantaggiosa che ha permesso loro un vantaggio iniziale nella rivoluzione neolitica. Entrambe le zone si trovano in una fascia climatica temperata, ideale per le prime coltivazioni, in cui era possibile trovare un discreto numero di specie vegetali ed animali adatte alla domesticazione. Queste due zone inoltre offrivano un discreto riparo dagli attacchi delle altre popolazioni e culture afferenti alla parte centrale del continente euroasiatico. I primitivi abitanti dell'Europa e dell'Estremo oriente furono tra i primi ad adottare l'agricoltura e lo stile di vita sedentario ed avendo come vicini altre società agricole con il quale entrare in commercio oppure in conflitto e ciò permise loro di beneficiare di tecnologie come le spade in acciaio e le armi da fuoco.

## Archeogenetica
La diffusione della cultura neolitica a partire dal Medio oriente è stata recentemente associata con la distribuzione dei marcatori genetici umani. In Europa la diffusione della cultura neolitica è stata associata con la distribuzione dell'aplogruppo E-M215 e dell'aplogruppo J, i quali si ritengono essere giunti in Europa rispettivamente dall'Africa settentrionale e dal Medio oriente. La diffusione dell'agricoltura nell'Africa centrale e meridionale, specialmente l'espansione bantu, viene associata con la diffusione dell'aplogruppo E-V38 del cromosoma Y, originatosi in Africa occidentale.

## Cronologia comparativa
| Schema cronologico della rivoluzione neolitica |                                 |                                              |                                                       |                                 |                                  |                                                          |                             |                        |
| 15000                                          | Periodizzazione                 | Palestina                                    | Siria                                                 | Tauro                           | Anatolia                         | Kurdistan                                                | Luristan                    | Khūzestān              |
| 10000                                          | Caccia e raccolta intensificata | Kebara                                       |                                                       |                                 |                                  | Zarzi                                                    |                             |                        |
| 7000                                           | Produzione incipiente           | Natufiano (10000-8500) PPNA (8000-7300)      | Natufiano (10000-8500) PPNA (8000-7300)               |                                 | Hagilar aceramico (7500-7000)    | Zawi Chemi Shanidar (9000-8000) Karim Shahir (7500-7000) | Ganjdareh Asiab (8000-7500) | Bus Mordeh (7500-6500) |
| 6000                                           | Neolitico aceramico             | PPNB (Gerico) (7000-6000) Beidha (7000-6000) | PPNB (Mureybat) (ca. 6500) Buqros, el-Kom (6500-6000) | Çayönü (7500-6500) Giafer Hüyük | Çatalhöyük aceramico (7000-6000) | Jarmo aceramico (6500-6000)                              | Tepe Guran (6500-6000)      | Ali Kosh (6500-6000)   |